# Kalisz
Kalisz (łac. Calisia, jid. ‏קאַליש‎) – miasto na prawach powiatu, drugie pod względem liczby ludności i trzecie pod względem powierzchni w województwie wielkopolskim, historyczna stolica Wielkopolski obok Poznania, stolica Kaliskiego, siedziba powiatu kaliskiego, jeden z dwóch głównych ośrodków aglomeracji kalisko-ostrowskiej i Kaliskiego Okręgu Przemysłowego. Miasto położone w środkowo-zachodniej Polsce na Wysoczyźnie Kaliskiej, nad Prosną, u ujścia Swędrni.
Od 1314 do II rozbioru Polski Kalisz był stolicą województwa kaliskiego. Od XVI wieku do pierwszej połowy XVIII wieku był miejscem obrad sejmików elekcyjnych województwa kaliskiego. Następnie został stolicą departamentu kaliskiego w Księstwie Warszawskim, w Królestwie Polskim stolicą województwa (do 1837), później (w latach 1837–1845 i 1867–1918) stolicą guberni. W latach 1975–1998 był stolicą województwa kaliskiego. 
Miasto stanowi ważny ośrodek kulturalny; znajdują się w nim teatry, muzea, filharmonia, galerie sztuki, organizowane są festiwale, m.in. Kaliskie Spotkania Teatralne (1961) i Międzynarodowy Festiwal Pianistów Jazzowych (1974). W mieście funkcjonuje także Uniwersytet Kaliski im. Prezydenta Stanisława Wojciechowskiego.
Według danych GUS z 31 grudnia 2024, miasto było zamieszkiwane przez 91 963 osoby.
Patronem Kalisza jest św. Józef. Święto miasta obchodzone jest 11 czerwca.

## Nazwa
Nazwę miasta w zlatynizowanej formie Kalis notuje Gall Anonim w Kronice polskiej spisanej w latach 1112–1116. Miasto wymienione jest w zlatynizowanej wersji Calis w napisanej na przełomie XIII i XIV wieku łacińskiej Kronice wielkopolskiej w związku z fundacją ok. 1145 kolegiaty św. Pawła Apostoła przez ówczesnego księcia kaliskiego Mieszka III Starego.
W dokumentach wymienione zostały również obecne osiedla miasta, które w wyniku procesów urbanizacyjnych zostały przez nie wchłonięte. Obecne osiedle Kalisza Tyniec jako osobną miejscowość w zlatynizowanej formie villa Thynecz oraz obecnie stosowanej Tyniec wymieniono w dwóch łacińskich dokumentach z 1282 roku wydanych w Kaliszu i sygnowanych przez księcia kaliskiego Przemysła II. Wymienione w nich również zostały, oprócz samego Kalisza, notowanego w formie łacińskiej Kalis, także Stare Miasto jako Antiqua civitas, Piwonice jako Pywniz, Majków jako Maykowo, Dobrzec w obecnie stosowanej nazwie Dobrzec.

## Geografia

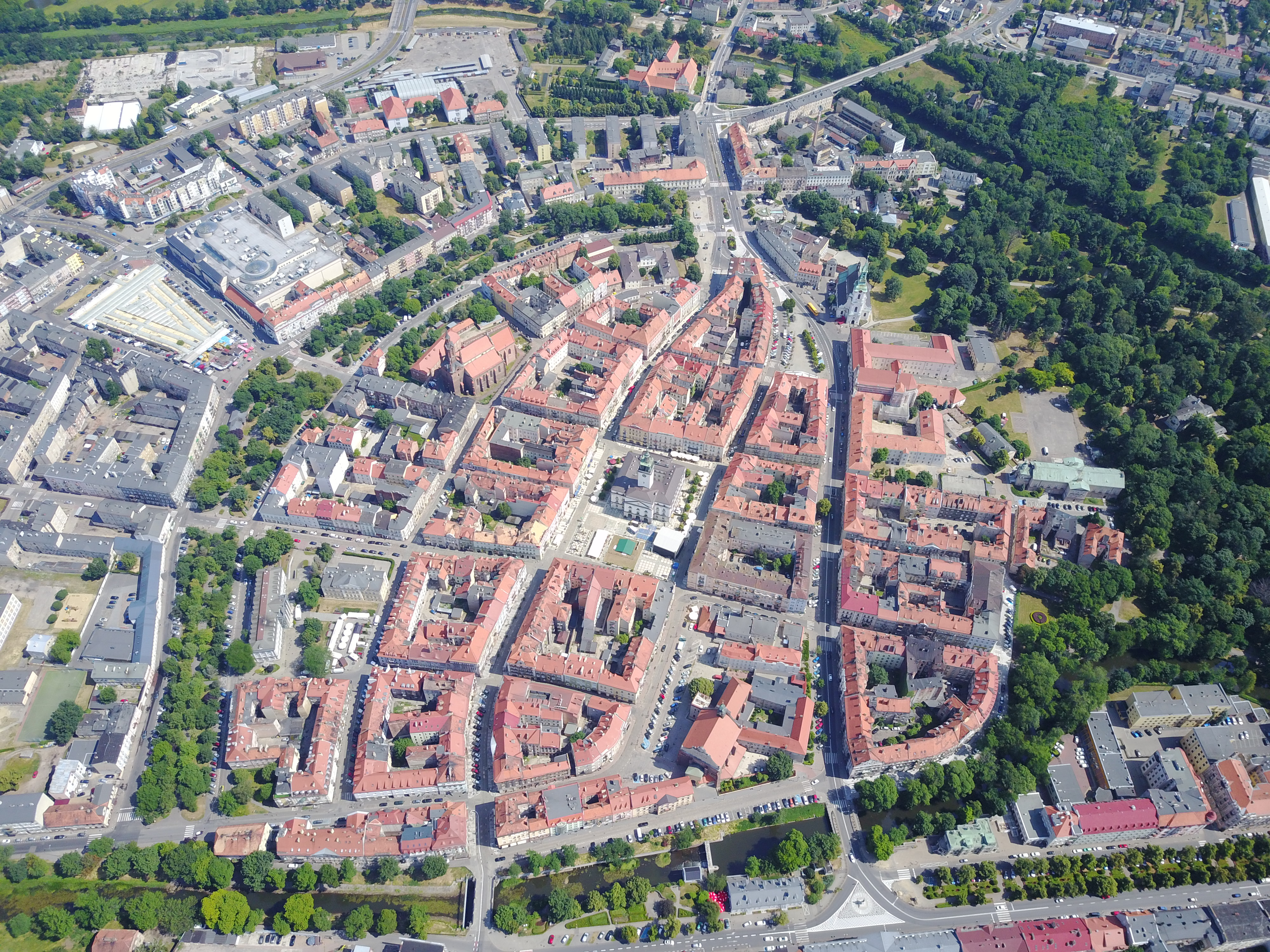
Staromiejski zespół urbanistyczny Kalisza z lotu ptaka

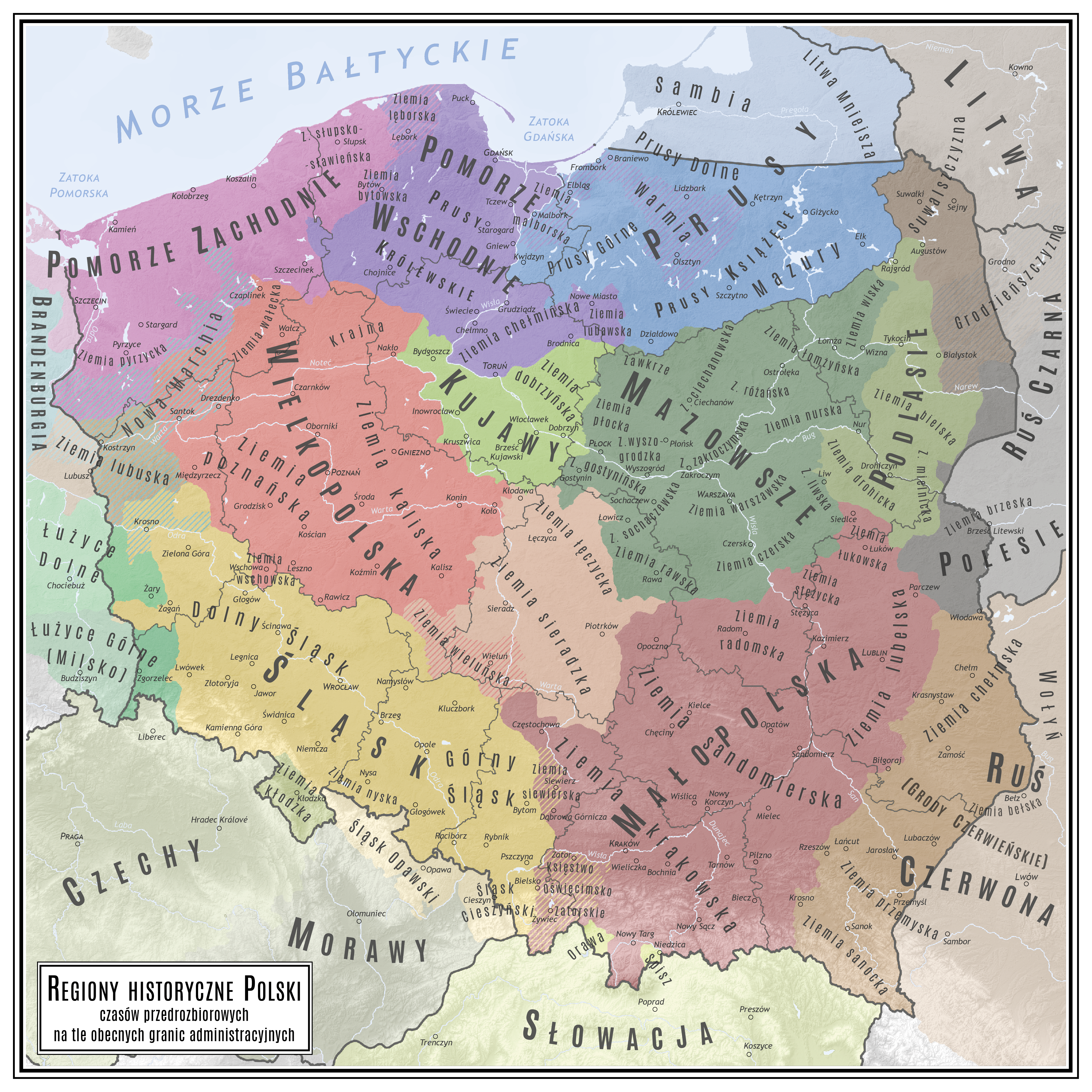
Kalisz, ziemia kaliska i inne krainy historyczne Polski na tle współczesnych granic administracyjnych

### Położenie
Kalisz leży na Nizinie Południowowielkopolskiej (jest największym miastem w tym makroregionie fizycznogeograficznym), we wschodniej części Wysoczyzny Kaliskiej i historycznej Wielkopolski, w Kaliskiem, na ziemi kaliskiej, nad Prosną, u ujścia Swędrni.
Rozciągłość granic administracyjnych Kalisza na osi północ-południe wynosi ok. 10 km, a na osi wschód-zachód ok. 11 km.
Kalisz jest największym miastem aglomeracji kalisko-ostrowskiej i głównym ośrodkiem przemysłowym Kaliskiego Okręgu Przemysłowego; w zespole miejskim Kalisza leżą Nowe Skalmierzyce i Opatówek. Miasto sąsiaduje z czterema gminami powiatu kaliskiego: Blizanów, Godziesze Wielkie, Opatówek i Żelazków oraz z gminą Nowe Skalmierzyce (powiat ostrowski) i gminą Gołuchów (powiat pleszewski).

### Rzeźba terenu
Historyczne części Kalisza (Stare Miasto, Nowe Miasto, Warszawskie Przedmieście, Wrocławskie Przedmieście, Piskorzewie) leżą w głębokiej (do 40 m) dolinie Prosny, w Kaliskim Węźle Wodnym, uregulowanym w latach 1842–1843. Śródmieście leży na dwóch wyspach rzecznych; na prawym brzegu Prosny leży zabytkowe Nowe Miasto. Nowe osiedla mieszkaniowe (m.in. Kaliniec, Serbinów, Korczak, Widok, Dobrzec), których budowę rozpoczęto w 1957, leżą w lewobrzeżnej części miasta, na tarasie nadzalewowym i na wysoczyźnie.
Najwyżej położonym punktem Kalisza jest wzgórze na terenie Rodzinnego Ogrodu Działkowego „Dziewiarz” na Winiarach (151 m n.p.m.), natomiast najniższym jest brzeg Kanału Bernardyńskiego na granicy z gminą Blizanów (98 m n.p.m.).

### Wody

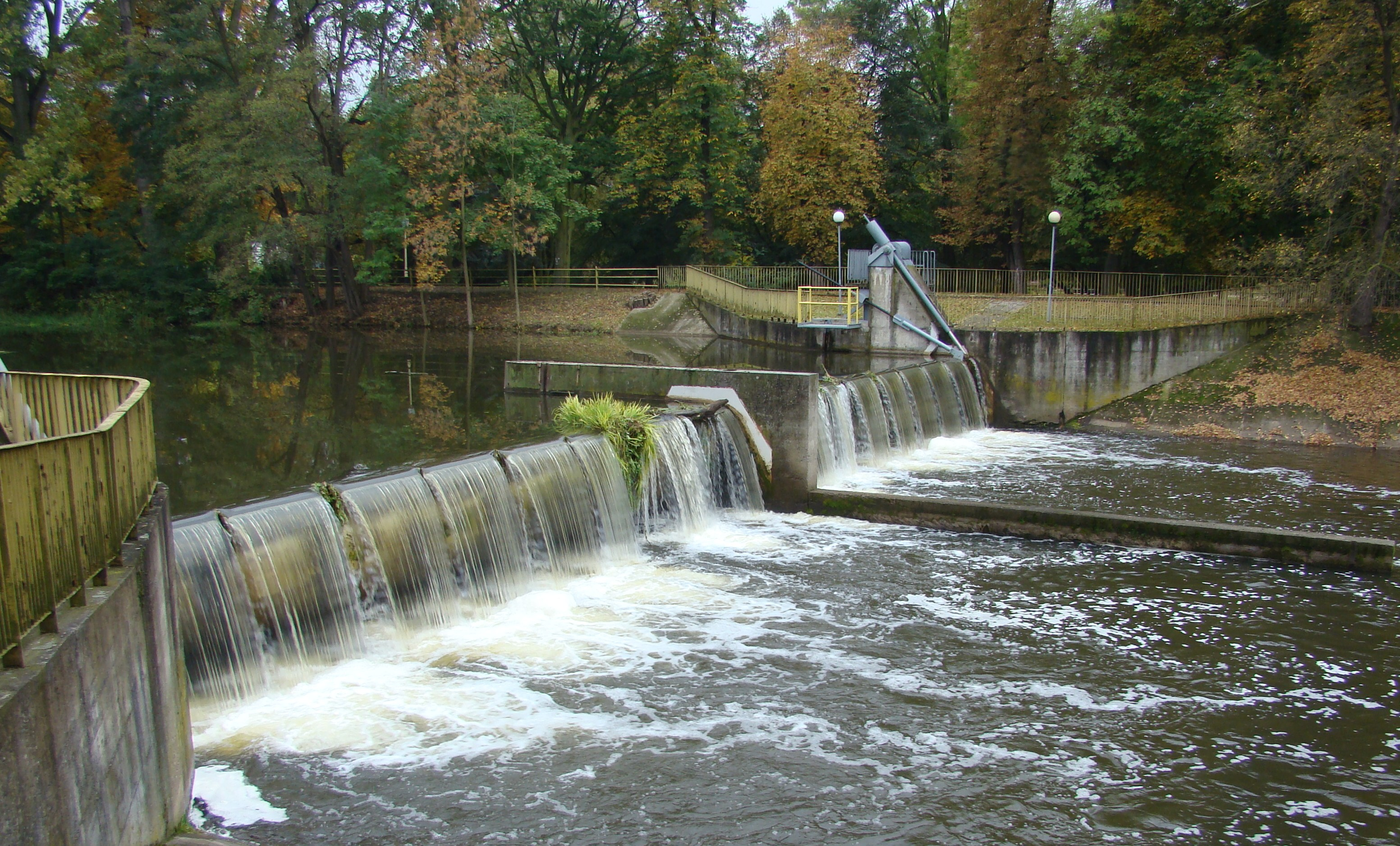
Jaz na Kanale Bernardyńskim

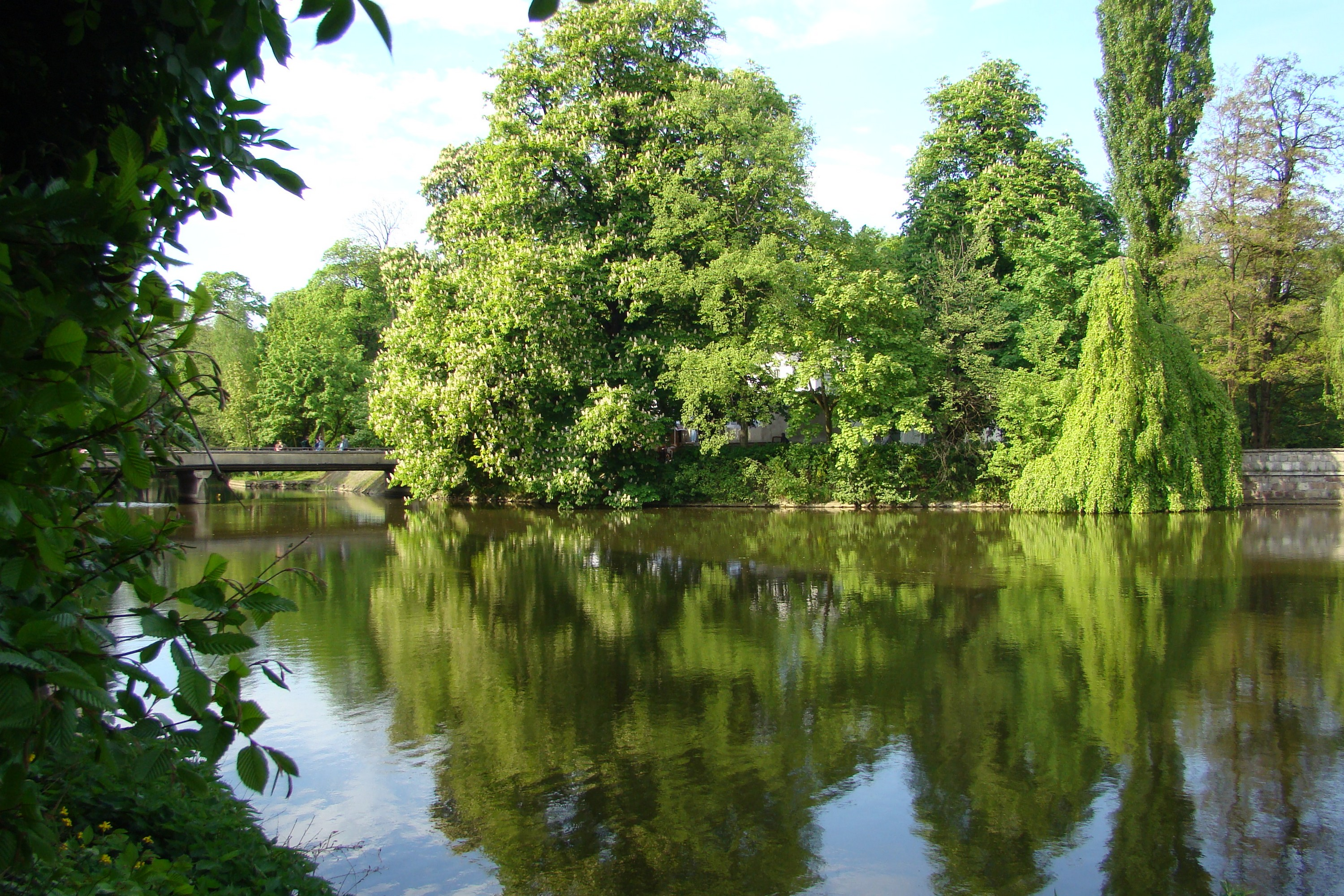
Prosna w Parku Miejskim

Głównym ciekiem wodnym w Kaliszu jest płynąca z południa na północny zachód Prosna, wraz z jej kanałami: Bernardyńskim (północny) i Rypinkowskim (południowy). Dopływami w granicach miasta są prawostronne Trojanówka i Swędrnia oraz lewostronne Piwonia i Krępica. Ponadto, przez teren Kalisza, przy granicy z Nowymi Skalmierzycami, przepływa również struga Lipówka.
W dolinie Prosny znajduje się kilka starorzeczy m.in. „Wygon” i największe „Bzizie” będące ostoją ptactwa wodno-błotnego (żuraw, błotniak stawowy) i chronionych gatunków roślin. Na terenie Kalisza znajduje się również szereg pozostałości po wyrobiskach gliny w formie glinianek („Trójka”, „Tyniec”, „U Grona”, „Winiary”, „Zośka” oraz pięć stawów w Parku Przyjaźni), kilka stawów parkowych (m.in. „Kogutek” w Parku Miejskim), a także niewielki (ok. 1,5 ha) zbiornik retencyjny na terenie sołectwa Dobrzec. Przy wschodniej granicy miasta leży zaporowe Jezioro Pokrzywnickie.
W Kaliszu znajduje się około 30 mostów drogowych i pieszych (stąd Kalisz nazywany jest „polską Wenecją Północy”).

### Tereny zielone

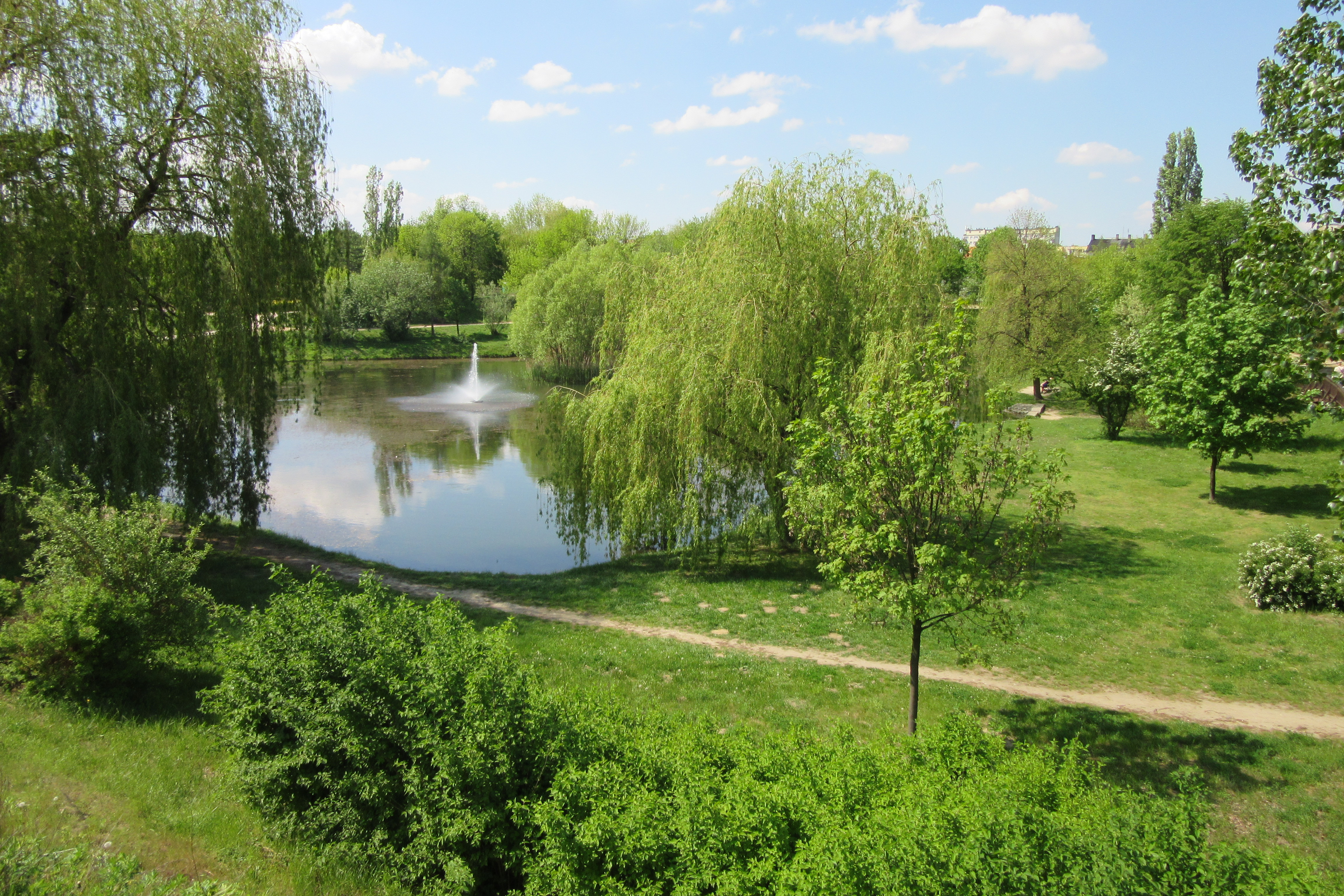
Park Przyjaźni

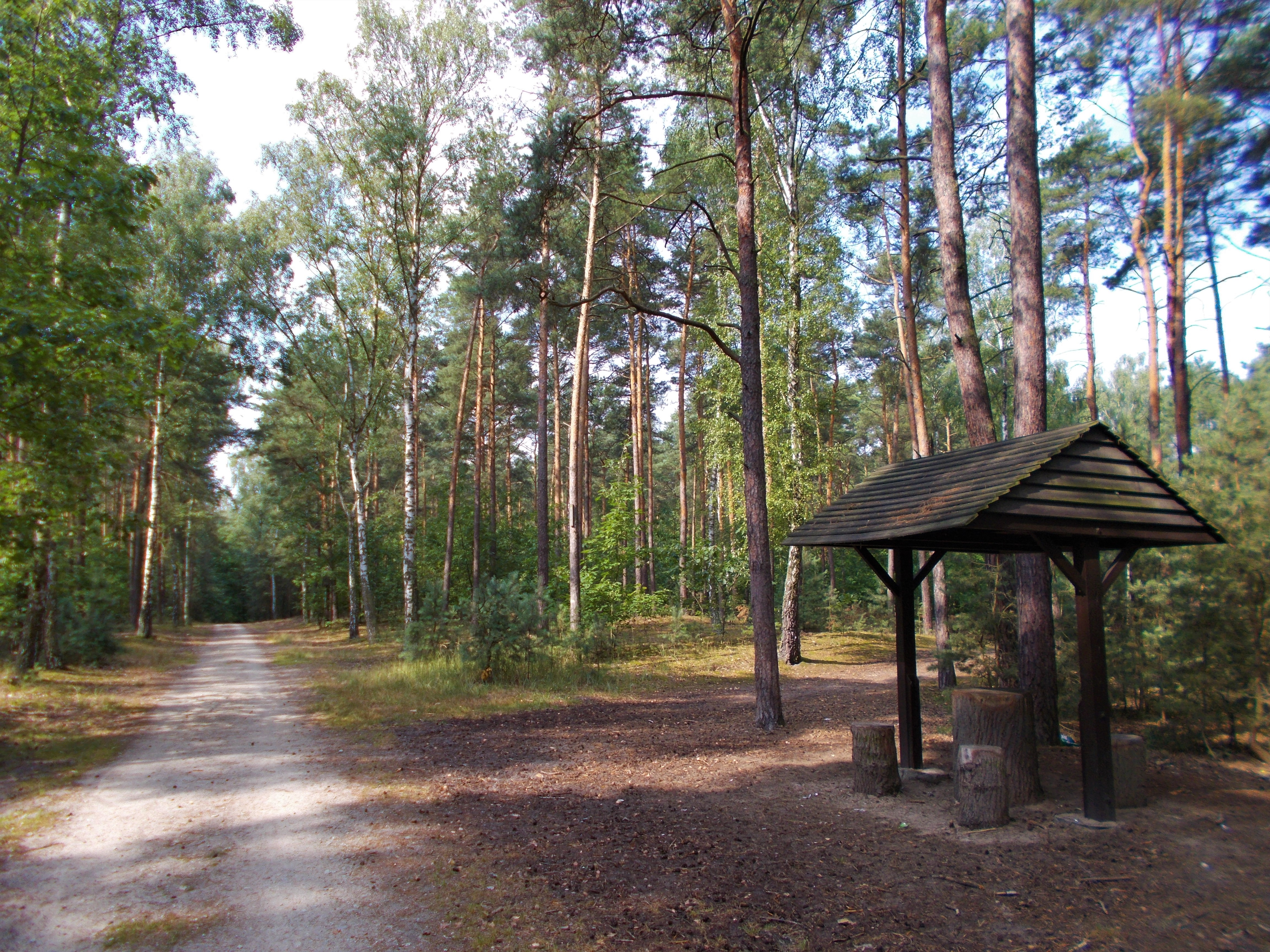
Las Winiarski

Miejskie tereny zielone (parki, zieleńce, zieleń osiedlowa i uliczna) zajmują ok. 210 ha, z kolei lasy ok. 405 ha, co łącznie stanowi niespełna 9% powierzchni miasta. Najważniejszym miejskim zieleńcem jest rozległy Park Miejski (24,3 ha), założony w 1798 (najstarszy park miejski w Polsce), przecięty Prosną i jej kanałami. Jego przedłużenie stanowią Planty, z którymi tworzy klin otaczający od zachodu, północy i wschodu miasto lokacyjne. Pozostałe miejskie parki to Park Przyjaźni (11,1 ha) i Park nad Krępicą (2,5 ha). Ponadto w Kaliszu znajdują się trzy parki dworskie: w Sulisławicach, Szczypiornie i Park im. Rodziny Wiłkomirskich na Majkowie oraz liczne skwery.
Okolice Kalisza to tereny rolnicze, brak tam większych kompleksów leśnych. We wschodniej części miasta znajduje się niewielki Las Winiarski; w podmiejskiej wsi Wolica, około 7 km na południowy wschód od centrum miasta, leżą lasy komunalne.

### Ochrona przyrody
Na terenie Kalisza znajduje się 35 pomników przyrody (około połowa z nich w Parku Miejskim), z czego 27 to pojedyncze drzewa, a 8 to grupy (skupiska) drzew; są to głównie m.in. buki zwyczajne, dęby szypułkowe i wiązy szypułkowe.
Do terenów chronionych należą położony na południowo-wschodnim krańcu miasta, przy drodze do Brzezin, rezerwat przyrody Torfowisko Lis o powierzchni 4,71 ha oraz specjalny obszar ochrony siedlisk Natura 2000 Dolina Swędrni, którego niewielki fragment (3,5 ha) znajduje się w granicach Kalisza, w rejonie ul. Żytniej. W pobliżu Kalisza znajdują się także dwa obszary chronionego krajobrazu: Dolina rzeki Prosny i Dolina rzeki Swędrni w okolicach Kalisza.

### Klimat
Według klasyfikacji Wincentego Okołowicza Kalisz położony jest w strefie klimatu umiarkowanego ciepłego przejściowego, natomiast według klasyfikacji Wladimira Köppena miasto leży w strefie klimatu kontynentalnego wilgotnego z ciepłym latem (Dfb).
W Kaliszu przeważają wiatry zachodnie i południowo-zachodnie, co w połączeniu z położeniem miasta w głębokiej dolinie Prosny, układem urbanistycznym, węglowym ogrzewaniem wielu budynków i dużym ruchem samochodowym powoduje w okresie zimowym częste przekroczenia dopuszczalnego poziomu pyłów.
W 2016 Światowa Organizacja Zdrowia sklasyfikowała Kalisz na 41. pozycji wśród najbardziej zanieczyszczonych pyłem PM2,5 miast Unii Europejskiej. W raporcie z 2018 Kalisz znalazł się poza klasyfikacją.
Rejon Kalisza należy do obszarów o najniższych opadach atmosferycznych w kraju; w latach 1991–2020 średnia roczna suma opadów wynosiła 494 mm – najmniej spośród wszystkich miast w Polsce.
| Miesiąc                          | Sty  | Lut  | Mar   | Kwi   | Maj   | Cze   | Lip   | Sie   | Wrz   | Paź  | Lis  | Gru  | Roczna |
| -------------------------------- | ---- | ---- | ----- | ----- | ----- | ----- | ----- | ----- | ----- | ---- | ---- | ---- | ------ |
| Średnie temperatury w dzień [°C] | 2,3  | 4,4  | 8,8   | 14,0  | 18,9  | 24,5  | 25,3  | 25,8  | 20,7  | 14,4 | 7,7  | 4,1  | 14,2   |
| Średnie dobowe temperatury [°C]  | 0,6  | 1,9  | 5,0   | 9,2   | 13,9  | 19,1  | 20,0  | 20,6  | 15,9  | 10,8 | 5,5  | 2,4  | 10,4   |
| Średnie temperatury w nocy [°C]  | -1,2 | -0,6 | 1,2   | 4,4   | 9,0   | 13,7  | 14,5  | 15,4  | 11,1  | 7,2  | 3,3  | 0,7  | 6,6    |
| Opady [mm]                       | 24,6 | 27,1 | 22,3  | 23,3  | 43,6  | 42,6  | 66,2  | 54,8  | 39,0  | 46,6 | 27,0 | 26,2 | 443,3  |
| Średnia liczba dni z opadami     | 15,9 | 12,6 | 11,9  | 9,8   | 11,1  | 10,0  | 12,9  | 12,2  | 9,2   | 12,4 | 12,4 | 15,0 | 145,4  |
| Średnie usłonecznienie [h]       | 48.8 | 81.5 | 137.7 | 189.2 | 238.9 | 248.9 | 222.8 | 238.7 | 185.6 | 99.4 | 54.3 | 41.8 | 1787,7 |
| Źródło: WeatherOnline 2024-05-12 |      |      |       |       |       |       |       |       |       |      |      |      |        |

## Historia

### Historia miasta do rozbiorów Polski
W Piwonicach istniał zespół osad i cmentarzysk świadczących o nieprzerwanym osadnictwie, począwszy od neolitu przez epokę brązu, wczesną epokę żelaza, okres przedrzymski (kultura przeworska, wpływy celtyckie) i okres wpływów rzymskich, aż po wczesne średniowiecze. Liczne odkrycia rzymskich importów (skarb z Zagórzyna i in.) wskazują na to, że okolice Kalisza były ośrodkiem na trasie szlaku bursztynowego.
Powyższe fakty oraz podobieństwo średniowiecznej nazwy Kalisza do antycznej Kalisii, wzmiankowanej w 158 roku n.e. przez Klaudiusza Ptolemeusza, są powodem utożsamiania ich ze sobą co do lokalizacji przez niektórych historyków, począwszy od Jana Długosza, który nazwał Kalisz najstarszym miastem Polski (Calisia – Poloniae civitatum vetustissima).
Kalisz jest jednym z najstarszych miast w Polsce. Zarazem twierdzenie, że Kalisz jest „najstarszym miastem w Polsce” lub „miastem polskim o najstarszej metryce pisanej” nie jest właściwe i może być odbierane jako zabieg propagandowy, ponieważ Kalisz stał się miastem dopiero w połowie XIII w., po otrzymaniu praw miejskich. Nie ma też dowodów na to, że osada istniała w czasie wielkiej wędrówki ludów.
Na Zawodziu, w miejscu późniejszego grodu, istniała od VI w. osada otwarta; podobna osada istniała od VII w. na Ogrodach. Pierwszy gród na Zawodziu wzniesiono w latach około 850–860. W tym samym czasie na północ od grodu powstała otwarta osada targowa Stare Miasto. Zespół obu osad stał się jednym z ważniejszych politycznie i handlowo grodem kasztelańskim, w którym krzyżowały się dalekosiężne drogi handlowe. Część archeologów uważa, że Kalisz pełnił dla Piastów rolę pierwszego ośrodka władzy w okresie plemiennym.
W okresie panowania Mieszka I i Bolesława I Chrobrego (około 950–1025) gród centralny na Zawodziu został otoczony 24 (znanymi) grodami położonymi w promieniu około 30 km od Zawodzia. Od X w. Kalisz był jedną z głównych siedzib królestwa (łac. sedes regni principalis), do XII w. był stolicą jednej z siedmiu prowincji utworzonych przez Bolesława I Chrobrego. W 1138 na mocy ustawy sukcesyjnej Bolesława III Krzywoustego ziemia kaliska została włączona do dzielnicy senioralnej. W 1181 księstwo kaliskie objął Mieszko III Stary. Książę ten, prawdopodobnie jeszcze w ostatnich latach XII w., polecił zbudować w grodzie w Kaliszu kamienną wieżę.

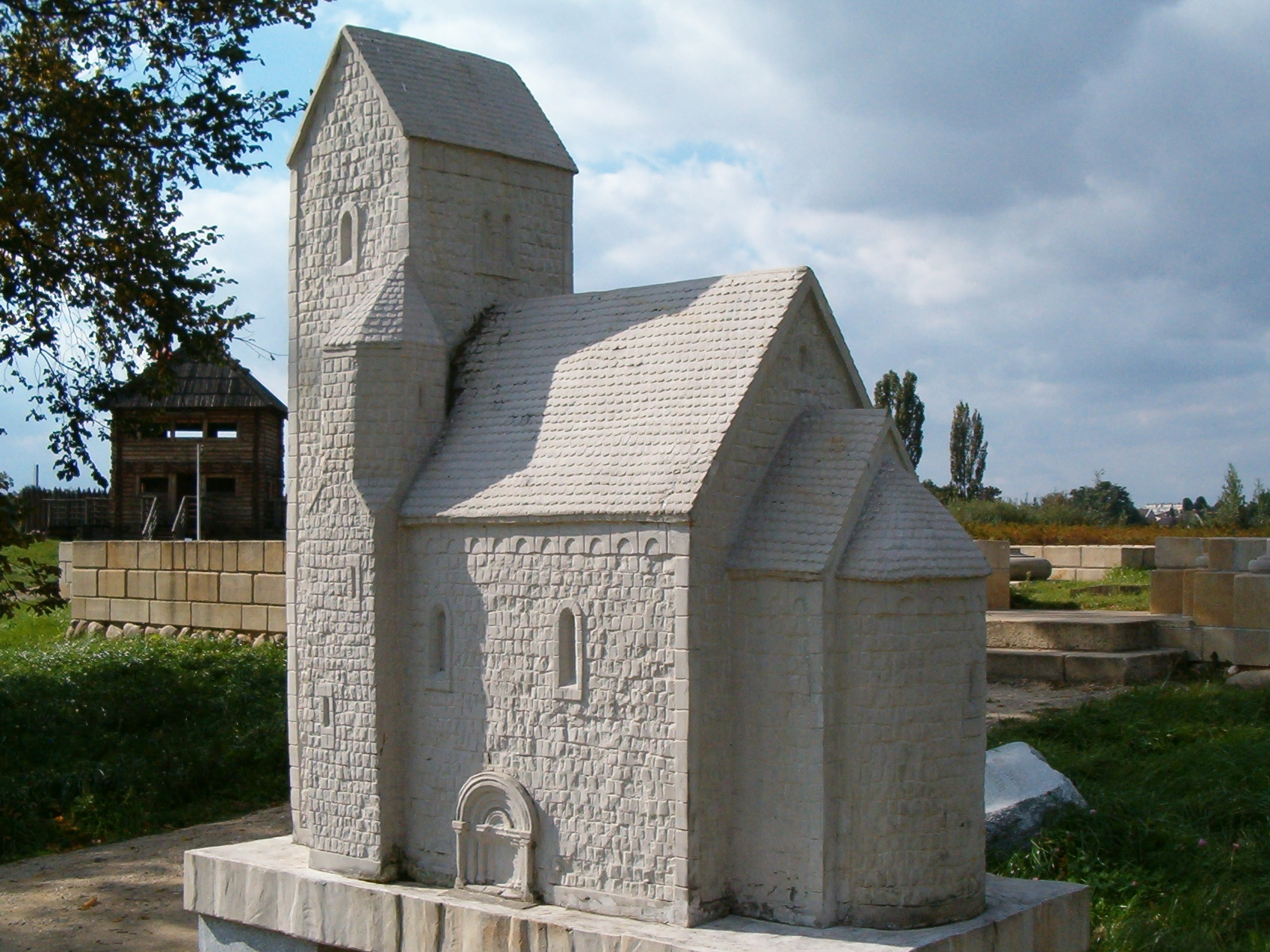
Model romańskiej kolegiaty św. Pawła Apostoła na Zawodziu

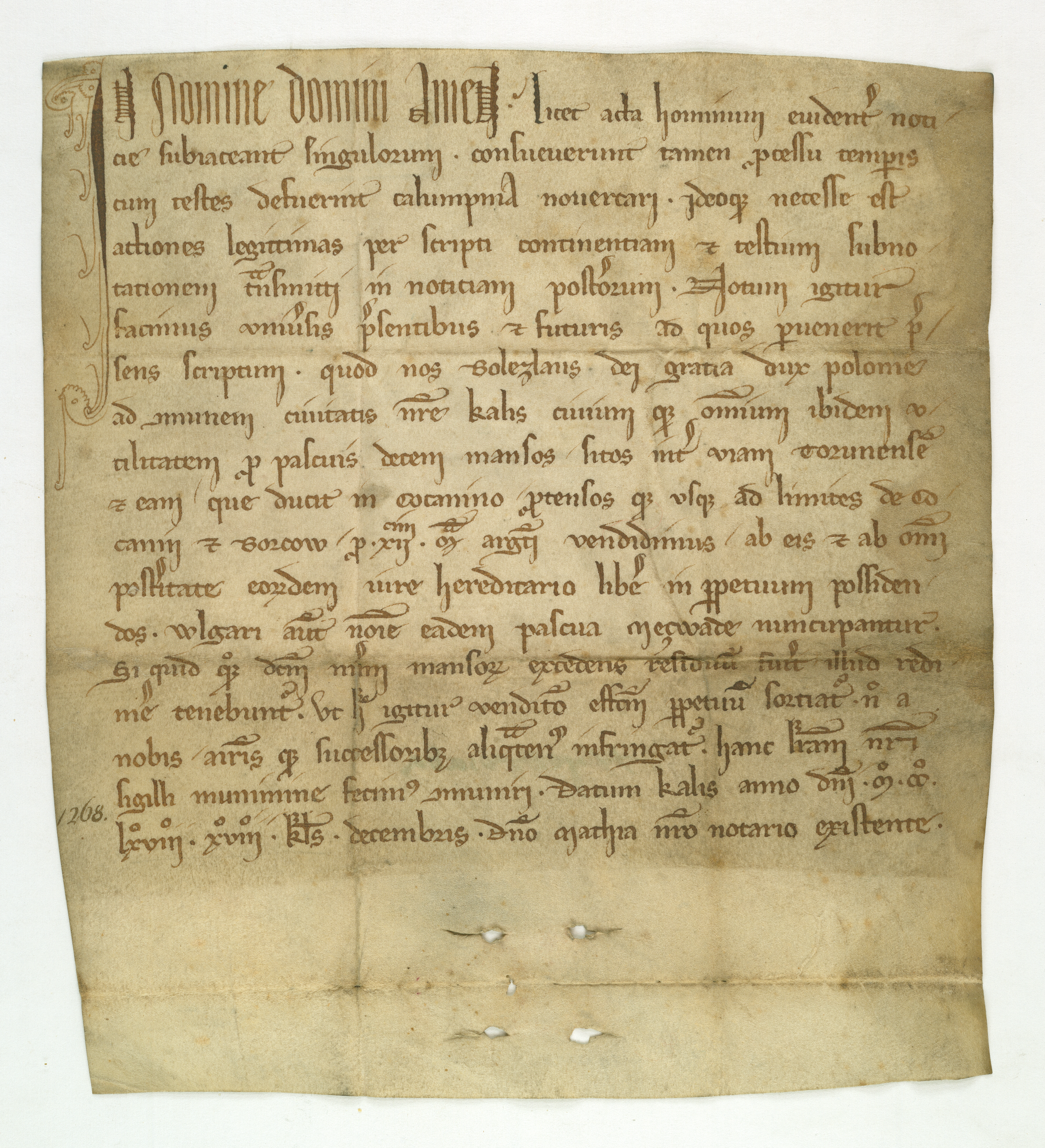
Pierwsza udokumentowana wzmianka o mieście Kaliszu w dokumencie wystawionym przez Bolesława Wstydliwego w 1268 (miejsce przechowywania: AGAD)

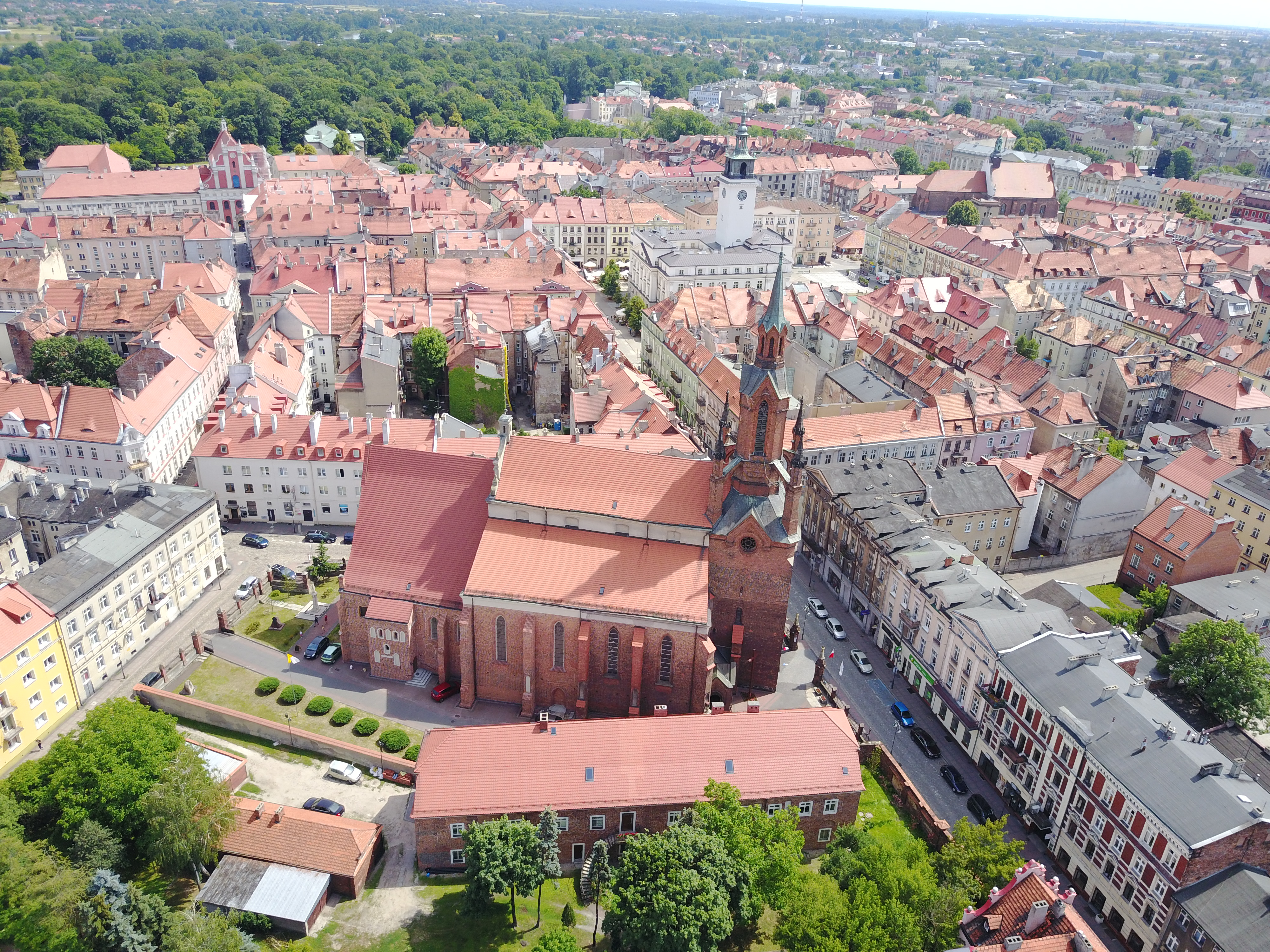
Katedra św. Mikołaja Biskupa

W 1193 w kolegiacie św. Pawła Apostoła został pochowany książę kaliski Mieszko Młodszy, w 1195 książę kujawski Bolesław Mieszkowic, w 1202 książę zwierzchni Polski Mieszko III Stary.
W 1233 Henryk I Brodaty podnosząc bunt przeciwko Władysławowi Odonicowi, zdobył i spalił gród na Zawodziu, a następnie założył nowy w zupełnie innym miejscu.
Miasto osiągnęło wysoką pozycję w 2. połowie XIII w., kiedy stało się główną rezydencją Bolesława Pobożnego i stolicą wschodniej Wielkopolski. Władca nadał przywilej lokacyjny Kaliszowi na prawie średzkim (między 1253 a 1260) oraz wzniósł na Nowym Mieście dwie budowle (istniejące do dziś): kościół św. Mikołaja (1254) oraz kościół franciszkański (1257).
W 1282 Przemysł II odnowił prawa miejskie, a także zezwolił na działalność pierwszego w Kaliszu szpitala św. Ducha na Toruńskim Przedmieściu. Za sprawą jego żony księżnej Ludgardy w Kaliszu działały liczne browary, a wyrabiane w nich piwo było wysyłane m.in. na Śląsk i do Czech.
Przed 1279 w północnej części Nowego Miasta, nad kanałem Prosny, Bolesław Pobożny wzniósł zamek książęcy, późniejszy Zamek Królewski w Kaliszu (rozebrany w latach 1803–1804).
W 1331 Krzyżacy najechali na Kalisz, w wyniku czego zniszczyli i zrabowali Stare Miasto oraz kolegiatę św. Pawła Apostoła. Podczas dwudniowych walk nie udało im się jednak podbić Nowego Miasta – najazd powstrzymały wylew Prosny, obrona grodu, a także koncentracja wojsk Władysława Łokietka w okolicach miasta.

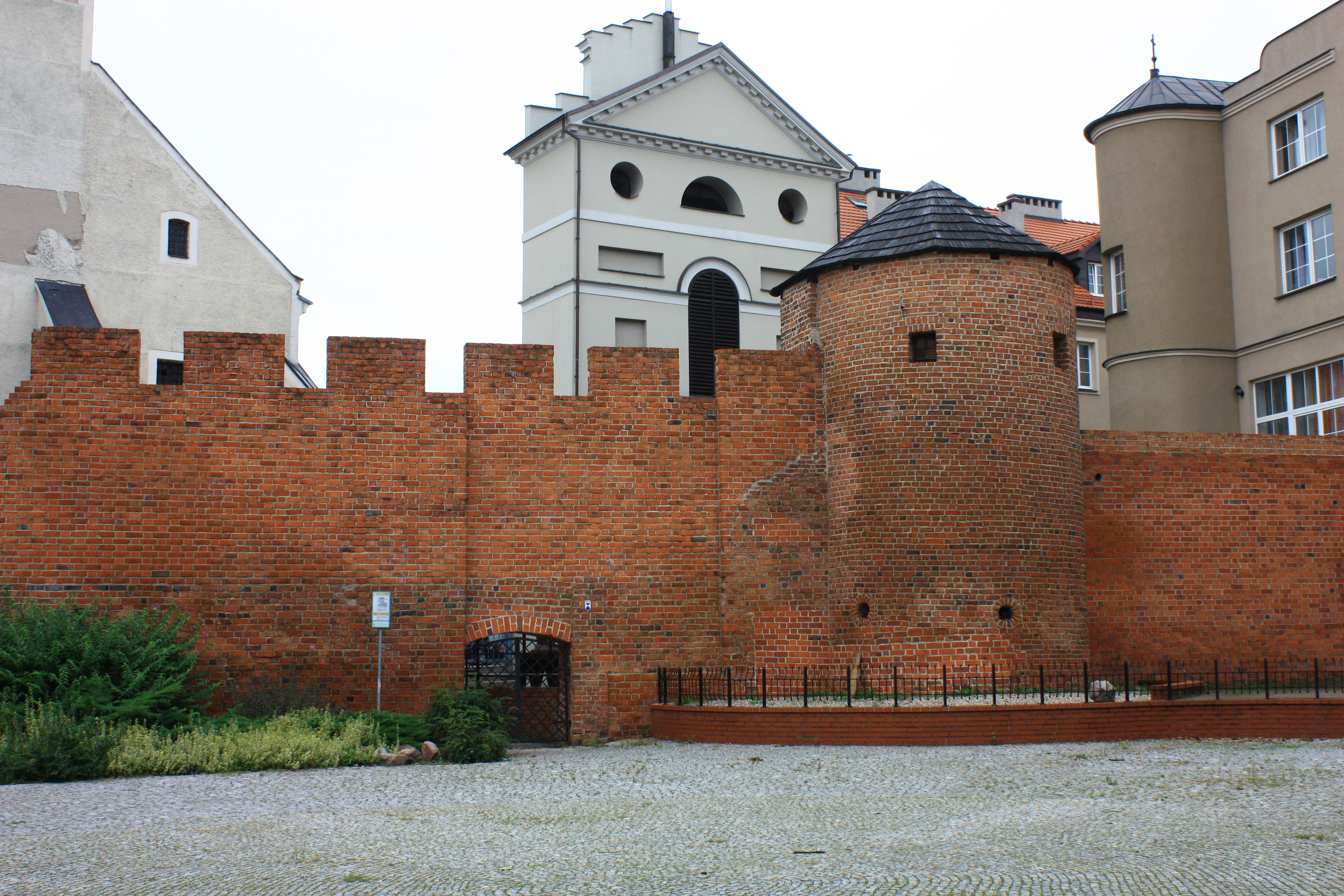
Fragment murów miejskich z basztą „Dorotka”

W czasie rozbicia dzielnicowego (XIII w.) Kalisz był stolicą osobnego księstwa. W czasach nowożytnych był siedzibą wojewody, ośrodkiem sukiennictwa i stolarstwa, a w XIX wieku ośrodkiem kalisko-mazowieckiego okręgu przemysłowego. W czasie wojny trzynastoletniej Kalisz wystawił w 1458 roku 30 pieszych na odsiecz oblężonej polskiej załogi Zamku w Malborku. Miasto zostało ośrodkiem naukowym i religijnym, po opuszczeniu habsburskich Czech w pobliżu osiedliły się wspólnoty braci czeskich. Kalisz uzyskał prawo składu w 1496. W czasach Rzeczypospolitej Obojga Narodów w Kaliszu mieściła się kasa szafarzy podatków dla Wielkopolski. W 1583 prymas Stanisław Karnkowski założył kolegium jezuickie, a w 1593 seminarium duchowne. W 1613 z wieży kościoła św. Wojciecha i św. Stanisława Biskupa prowadzono pierwsze w Polsce obserwacje astronomiczne przy użyciu sprowadzonej do Kalisza lunety. Wówczas także został wynaleziony w Kaliszu, stosowany do dziś w większości lunet i teleskopów zwierciadlanych montaż paralaktyczny, ułatwiający śledzenie poruszających się po niebie obiektów.
Gmina żydowska w Kaliszu należała do najznaczniejszych w Koronie Królestwa Polskiego, a rabini Kalisza przewodniczyli obradom Sejmu Czterech Ziem (1581–1764).

### Rozbiory Polski

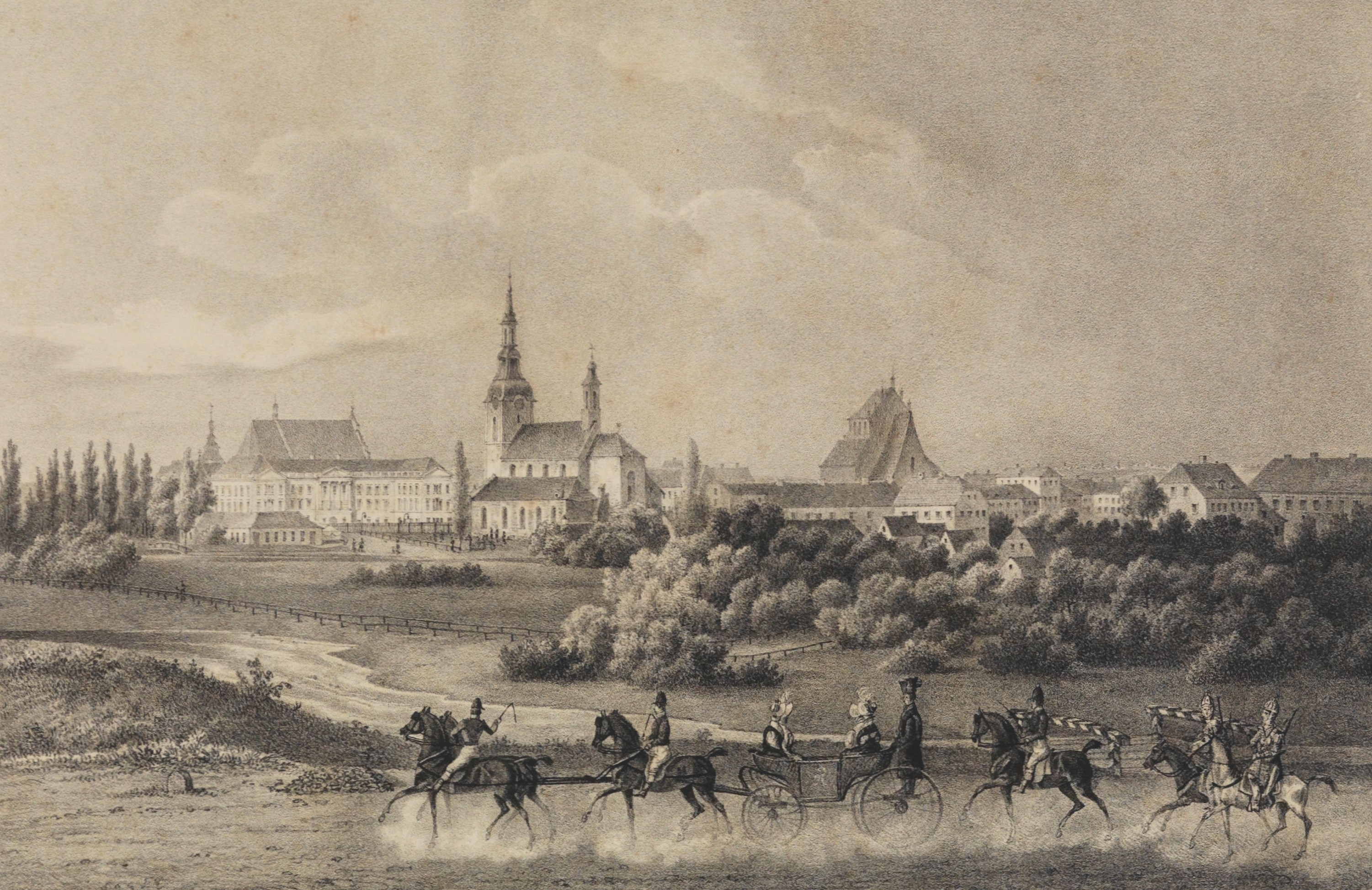
Panorama Kalisza (1835)

W 1793 miasto po II rozbiorze Polski zostało stolicą departamentu kaliskiego Prus Południowych. W 1798 został założony Park Miejski. Od 1801 nieprzerwanie działał w mieście teatr założony przez Wojciecha Bogusławskiego. W 1805 zaczął ukazywać się tygodnik „Kronika Miasta Kalisz”. W 1806, w czasie powstania wielkopolskiego, miasto było znaczącym ośrodkiem polskich wojsk powstańczych. W 1807 Kalisz został stolicą departamentu kaliskiego Księstwa Warszawskiego.
W 1813 na Tyńcu stoczono bitwę pod Kaliszem, w której oddziały saskie VII Korpusu Wielkiej Armii gen. Reyniera zostały rozbite przez rosyjski korpus gen. von Wintzingeroda; Kalisz został zajęty. Imperium Rosyjskie i Królestwo Prus zawarły tutaj traktat kaliski, dzięki któremu Prusy przystąpiły do koalicji przeciw Napoleonowi.

### Królestwo Polskie

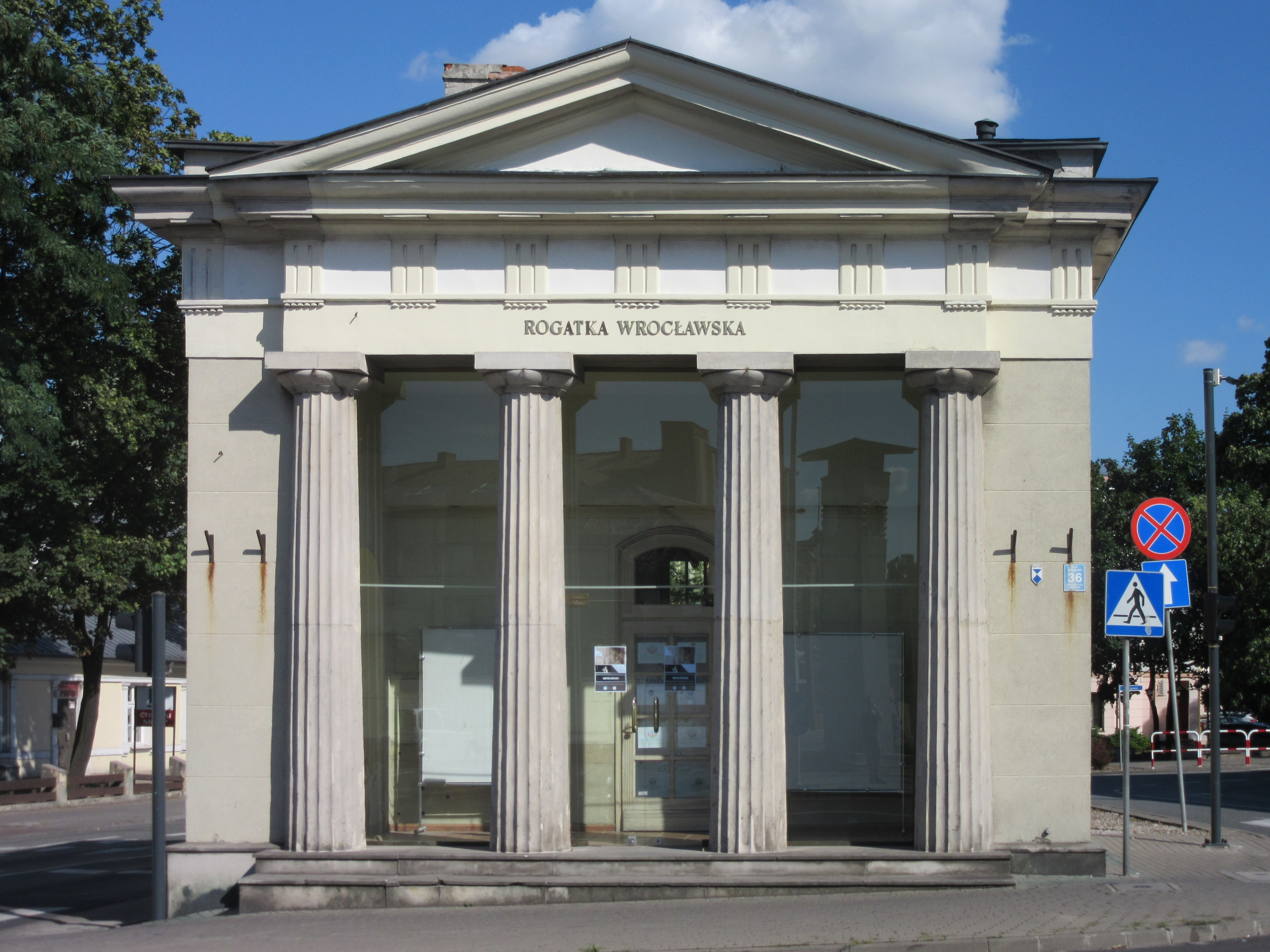
Rogatka wrocławska z 1828

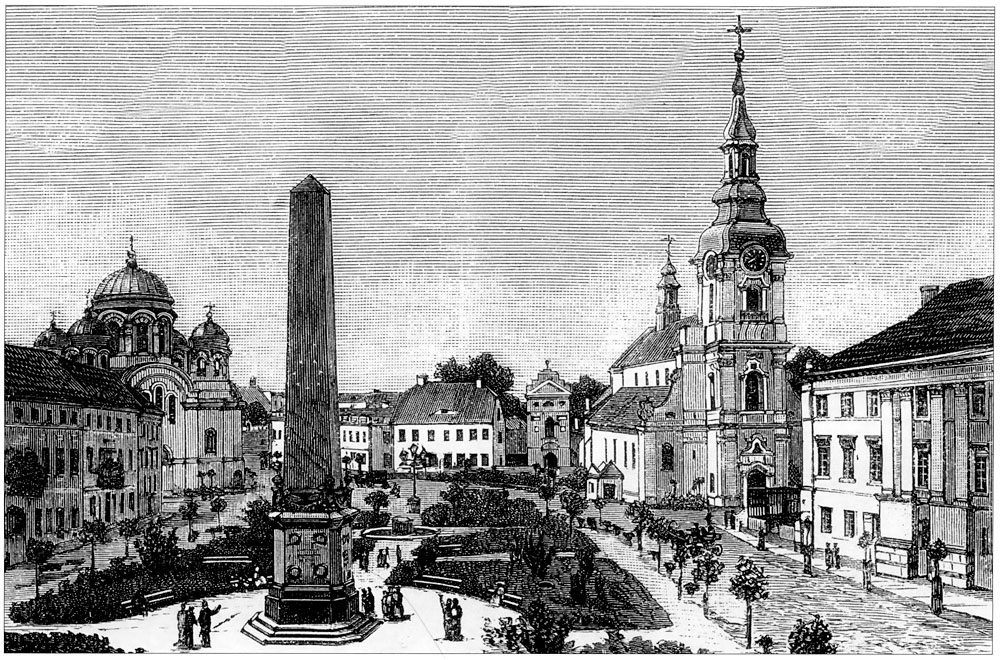
Plac św. Józefa (1877)

W 1815 utworzono Królestwo Polskie pod rządami Imperium Rosyjskiego (zabór rosyjski), w którego skład wszedł Kalisz i w 1816 ponownie utworzono województwo kaliskie (w 1837 przekształcone w gubernię kaliską). Kalisz został miastem granicznym (znajdował się na granicy Imperium Rosyjskiego i Wielkiego Księstwa Poznańskiego, a sąsiednie Skalmierzyce były już w Wielkim Księstwie Poznańskim pod zaborem pruskim). W 1818 erygowano diecezję kaliską (kujawsko-kaliską) ze stolicą w Kaliszu i założono Kaliskie Towarzystwo Muzyczne, najstarsze towarzystwo muzyczne w Polsce. Od 1820 działało sejmowe stronnictwo kaliszan, dążące do reform gospodarczych. W 1825 przy Trybunale Cywilnym w Kaliszu utworzono Archiwum Akt Dawnych. Po upadku powstania listopadowego (1830–1831) kaliszanie zawiązali w 1831 w Paryżu Komitet Tymczasowy Emigracji Polskiej, pierwsze ugrupowanie polityczne Wielkiej Emigracji; prezesem komitetu został Bonawentura Niemojowski.
W 1818 namiestnik królewski książę Józef Zajączek wydał postanowienie o funduszu pożyczkowym dla Kalisza, rozpoczynając wielką przebudowę miasta; uregulowano wówczas Warszawskie Przedmieście, wytyczono m.in. plac św. Józefa, ulicę Warszawską, ulicę Łódzką, uregulowano Wrocławskie Przedmieście, aleję Józefiny i ulicę Wrocławską, w 1821 wzniesiono Pałac Trybunalski, w 1824 pałac Komisji Wojewódzkiej Kaliskiej, w 1825 most Kamienny, w 1833 pałac Weissów. W latach 1842–1843 według projektu Teodora Urbańskiego uregulowano Kaliski Węzeł Wodny. W 1864 powstała Kaliska Straż Ogniowa, pierwsza ochotnicza straż ogniowa w Królestwie Polskim. W 1866 na Kanale Bernardyńskim wybudowano most Żelazny, pierwszy polski most o konstrukcji stalowej. W 1870 zaczął ukazywać się dziennik „Kaliszanin”; po jego zamknięciu (1892) rozpoczęto wydawanie dziennika „Gazeta Kaliska” (ukazywał się do 1939). W 1878 powstała Fabryka Fortepianów i Pianin Arnold Fibiger, w 1887 Fabryka Fortepianów i Pianin Teodor Betting, w 1892 Fabryka Pierników i Biszkoptów Kazimierza Mystkowskiego. W 1890 ukończono budowę nowego ratusza, w 1900 ukończono budowę nowego gmachu Teatru Miejskiego, a w 1902 budowę gmachu Kaliskiego Towarzystwa Muzycznego z salą koncertową.
Kalisz był miastem wielonarodowościowym. W 1860 liczył 12 835 mieszkańców, w tym 47% Polaków, 34% Żydów i 19% Niemców.
W latach 1900–1902 wybudowano Kolej Warszawsko-Kaliską, w latach 1914–1917 powstała Kaliska Kolej Dojazdowa. W 1906 założono Muzeum Okręgowe Ziemi Kaliskiej.

#### I wojna światowa

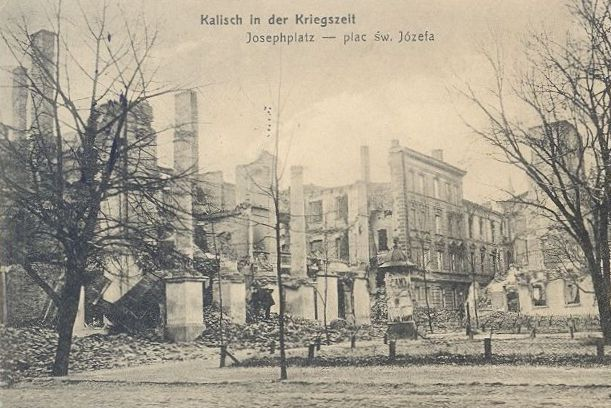
Zburzony pałac Weissów (1914)

Na samym początku I wojny światowej, 2 sierpnia 1914, do Kalisza bez walki wkroczyły wojska niemieckie. W dniach 7–22 sierpnia 1914 z niewyjaśnionych przyczyn ostrzelały one, zbombardowały, a następnie spaliły miasto. Jak się powszechnie uważa, prawie całkowitego zniszczenia Kalisza dokonały oddziały pod dowództwem majora Hermanna Preuskera; istnieją jednakże źródła wskazujące jako sprawcę pułkownika Hoffmana z Landwehr-Infanterie-Regiment Nr 7. Spaleniu uległ m.in. gmach ratusza i teatru. W gruzach legło 95 proc. zabudowy staromiejskiej, co spowodowało eksodus ludności i spadek liczby mieszkańców z 70 do 5 tysięcy. Na Wzgórzu Wiatracznym dokonano mordu na 80 cywilach (decymacja 800 zatrzymanych mężczyzn). Niemiecka komisja oceniła straty poniesione przez miasto na 25 mln rubli w złocie. Straty materialne, obliczone w 1918 przez Ubezpieczenia Wzajemne Budowli od Ognia w Królestwie Polskim, stanowiły 29,5% strat, jakie całe Królestwo Polskie poniosło w czasie I wojny światowej. Tragedię Kalisza przedstawiła Maria Dąbrowska w powieści Noce i dnie (1931–1934).
W 1917, w następstwie kryzysu przysięgowego, w obozie w Szczypiornie zostali internowani żołnierze i podoficerowie I Brygady Legionów Polskich i II Brygady Legionów Polskich; w latach 1932–1933 na cmentarzu katolickim (aktualnie nieistniejącym) wzniesiono mauzoleum Legionistów Polskich w którym złożono prochy osób zmarłych w obozie (zburzone przez Niemców w 1940).

### II Rzeczpospolita

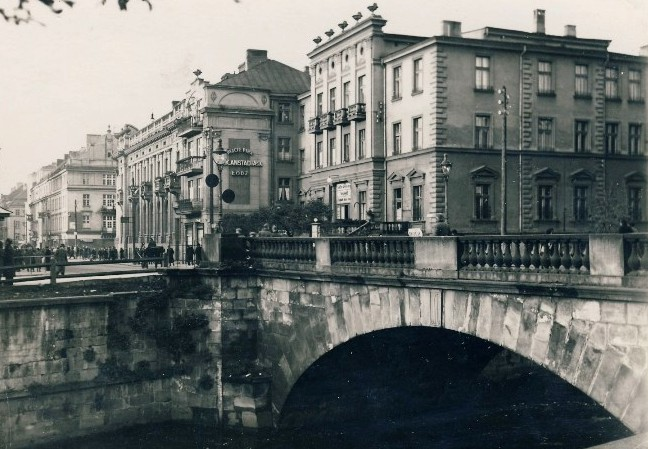
Most Kamienny i pałac Weigtów (przed 1939)

Historycy oceniają, że Kalisz był najbardziej zniszczonym miastem w Europie w czasie I wojny światowej. Po odzyskaniu niepodległości odbudowano miasto, zachowując średniowieczny plan zabudowy.
W dwudziestoleciu międzywojennym w garnizonie Kalisz stacjonowały jednostki 25 Dywizji Piechoty pod dowództwem gen. Franciszka Altera, m.in. 25 Pułk Artylerii Lekkiej, 29 Pułk Strzelców Kaniowskich; sztab dywizji stacjonował w Kaliszu.
W marcu 1919 roku doszło w mieście do antysemickich ekscesów.
9 lutego 1926 podczas demonstracji bezrobotnych w Kaliszu doszło do starć z policją i wojskiem; w ich wyniku zginęło 9 demonstrantów, a 60 zostało rannych.
W 1934 zmieniono granice miasta, włączając m.in. Majków, Chmielnik, Tyniec, Rajsków, Rypinek wraz ze Starym Miastem, Zagorzynek, Nosków i Korczak (łącznie 2413 ha); w konsekwencji dworzec Kolei Warszawsko-Kaliskiej znalazł się w granicach miasta, dworzec czołowy Kaliskiej Kolei Dojazdowej przy granicy miasta. W 1939 Kalisz liczył już 81 052 mieszkańców i pod względem liczby ludności był 15. największym miastem w Polsce. W lipcu i sierpniu 1939 na zachód i południe od miasta wzniesiono Przedmoście Kalisz, rejon umocniony osłaniający przeprawy mostowe na Prośnie i Swędrni.

#### II wojna światowa

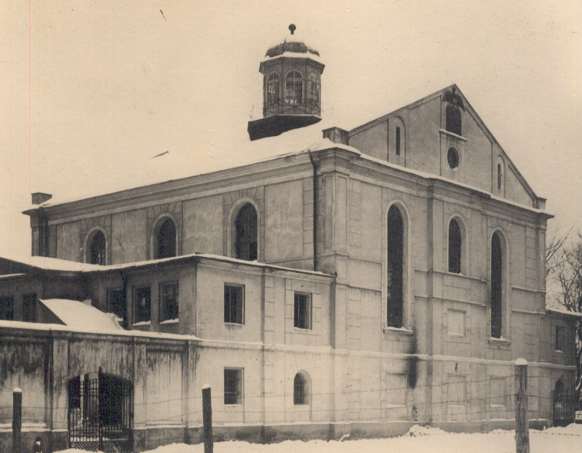
Wielka Synagoga (1940)

3 września 1939 w sztabie 25 Dywizji Piechoty w Kaliszu odbyła się odprawa dowódców wycofującej się na wschód Armii „Poznań”, której przewodniczył gen. dyw. Tadeusz Kutrzeba; tego samego dnia miasto opuściły oddziały 25 Dywizji Piechoty, którą dowodził gen. bryg. Franciszek Alter; wysadzono w powietrze mosty na Kanale Bernardyńskim i na Swędrni. Następnego dnia Kalisz zajęły oddziały 30 Dywizji Piechoty pod dowództwem gen. Johannesa Blaskowitza. 8 listopada Einsatzgruppen rozpoczęły masowe egzekucje na cmentarzach żydowskich przy Nowym Świecie i ul. Podmiejskiej, 11 listopada Niemcy zamordowali tam m.in. prezydenta Kalisza Ignacego Bujnickiego. W grudniu Niemcy rozpoczęli wysiedlanie Żydów i Polaków, tylko w dniach 1–31 grudnia z Kalisza i powiatu kaliskiego wysiedlono 27 858 osób. Także w grudniu Niemcy rozpoczęli masowe egzekucje w lasach w Biernatkach, Kościelnej Wsi, Winiarach, Wolicy i w Zbiersku.
W czasie II wojny światowej Kalisz znajdował się na terytorium Rzeczypospolitej Polskiej anektowanym przez III Rzeszę, w Kraju Warty; w 1939 utworzono rejencję kaliską z siedzibą w Kaliszu, której obszar objął południowo-wschodnią część województwa poznańskiego i województwo łódzkie; w 1940 siedzibę rejencji przeniesiono do Łodzi, w 1941 zmieniono nazwę rejencji kaliskiej na rejencję łódzką.
W granicach III Rzeszy ludność polską oraz żydowską zamieszkałą w Kaliszu spotkały prześladowania i szykany. Kalisz, podobnie jak inne miejscowości włączone do Rzeszy, objęto niemiecką akcją wysiedleńczo-kolonizacyjną Heim ins Reich, podczas której wysiedlano Polaków i Żydów, aby zrobić miejsce dla niemieckich kolonistów przesiedlanych ze wschodu; z terenów wcielonych do ZSRR, Litwy, Łotwy, Dobrudży i Besarabii. Deportacje przesiedleńcze obejmowały także wywózki na roboty przymusowe do Niemiec.
Od przełomu lat 1939 i 1940 w Kaliszu znajdowało się dowództwo Inspektoratu Kalisz Armii Krajowej.
W wyniku okupacji niemieckiej liczba ludności spadła z 81 052 (1938) do 42 926 (1945).
Zakończenie okupacji niemieckiej w Kaliszu nastąpiło po wkroczeniu do miasta oddziałów 708. Samodzielnego Batalionu Łączności pod dowództwem kpt. Nikołaja Sienki, działającego w ramach 62 Korpusu Piechoty, który z kolei był jednostką 33 Armii, walczącej w składzie 1. Frontu Białoruskiego Armii Czerwonej.

### Polska Ludowa
W latach 1945–1949 Kalisz był siedzibą sztabu 4 Pomorskiej Dywizji Piechoty im. Jana Kilińskiego (mieściła się w Urzędzie Wojewódzkim przy placu św. Józefa). Stacjonujący na terenie Kalisza 11 Pułk Piechoty otrzymał imię Ziemi Kaliskiej. W Polsce Ludowej w mieście rozwinął się przemysł spożywczy, odzieżowy, chemiczny, metalowy i włókienniczy (produkcja pluszu, aksamitu, tiulu, firanek i koronek).
W 1954 powstała miejscowa Stacja Archeologiczna Instytutu Historii Kultury Materialnej Polskiej Akademii Nauk. W 1960 odbył się jubileuszowy Obchód XVIII Wieków Kalisza inaugurujący obchody Tysiąclecia Państwa Polskiego; w tym samym roku założono Studium Nauczycielskie im. Marii Konopnickiej w Kaliszu. W 1961 odbyły się I Kaliskie Spotkania Teatralne, w 1962 działalność reaktywowało Kaliskie Towarzystwo Muzyczne, w 1969 odbył się I Ogólnopolski Festiwal Awangardy Beatowej (OFAB), pierwszy polski rockowy festiwal muzyczny. W 1974 powstała Filharmonia Kaliska, w tym samym roku odbył się I Międzynarodowy Festiwal Pianistów Jazzowych. We wrześniu 1978 Kalisz został odznaczony Krzyżem Komandorskim z Gwiazdą Orderu Odrodzenia Polski. W 1987 założono Kaliskie Towarzystwo Przyjaciół Nauk. W 1986 w granice miasta włączono część wsi Dobrzec.

### Po 1989
4 czerwca 1997, w czasie szóstej podróży apostolskiej do Polski, Kalisz odwiedził papież Jan Paweł II.
15 lipca 1999 utworzono Państwową Wyższą Szkołę Zawodową w Kaliszu, którą 1 października 2023 przekształcono w Uniwersytet Kaliski im. Prezydenta Stanisława Wojciechowskiego.
W 2005 Stowarzyszenie na rzecz Rozwoju Regionu i Utworzenia Województwa Środkowopolskiego wysunęło projekt utworzenia województwa środkowopolskiego (wschodniowielkopolskiego). W 2010 w Kaliszu odbył się VIII Kongres Miast Polskich.
30 listopada 2015 zlikwidowano Zakład Karny w Kaliszu, działający od 1846 w zabytkowym budynku przy ulicy Łódzkiej.

## Powierzchnia i ludność
W 1906 w granice Kalisza włączono Dobrzec Mały, Czaszki, Rypinek, Tyniec i Ogrody. W 1934 zwiększono powierzchnię miasta do 24,13 km² za sprawą włączenia do Kalisza m.in. Chmielnika, Rypinka, Zawodzia, Starego Miasta, Zagorzynka oraz części gruntów gminy Żydów i terenów gminy wiejskiej Tyniec. W 1963 przyłączono: Majków, Piwonice i Dobrzec Wielki. W 1976 powierzchnia Kalisza wynosiła 53 km² (przyłączono Winiary, Nosków, Szczypiorno i Rajsków). Ostatnie powiększenie miasta odbyło się w 2000 – w granice miasta włączono Sulisławice, Sulisławice Kolonię i sołectwo Dobrzec.
Zmiany powierzchni Kalisza:
| Zmiany powierzchni                 | Zmiany powierzchni | Zmiany powierzchni |
| Rok                                | Powierzchnia [km²] | Zm., %             |
| ---------------------------------- | ------------------ | ------------------ |
| 1906                               | 6,05               | –                  |
| 1934                               | 24,13              | 298,8%             |
| 1963                               | 30,1               | 24,7%              |
| 1976                               | 53                 | 76,1%              |
| 1995                               | 55,01              | 3,8%               |
| 1996                               | 55,27              | 0,5%               |
| 2000                               | 69,77              | 26,2%              |
| 2006                               | 69,42              | −0,5%              |
| 2022                               | 69,38              | −0,1%              |
| Dane do 1976, Dane od 1995 BDL GUS |                    |                    |

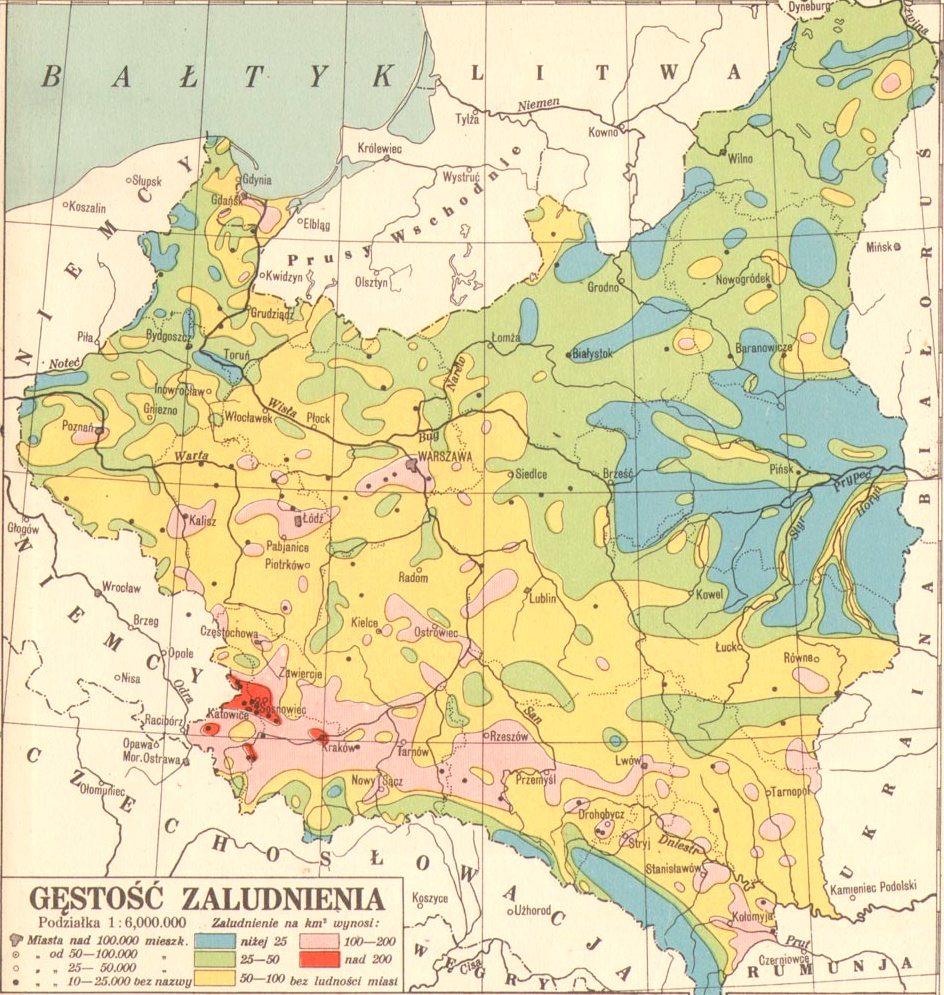
Polska, gęstość zaludnienia, 1930

Liczba ludności Kalisza od końca XVIII wieku (w tysiącach):

Największą populację Kalisz odnotował w 2000 – według danych GUS 110 104 mieszkańców. W pierwszej połowie 2020 liczba mieszkańców spadła poniżej 100 tysięcy.
W 2004 aglomerację Kalisza (ang. Larger Urban Zone, LUZ) zamieszkiwało 409 307 osób.
Piramida wieku mieszkańców Kalisza w 2014 roku:

## Polityka i administracja

### Przynależność polityczno-administracyjna Kalisza
| Okres     |                    | Państwo                                    | Zwierzchność                               | Jednostka administracyjna               | Status miasta                      |
| --------- | ------------------ | ------------------------------------------ | ------------------------------------------ | --------------------------------------- | ---------------------------------- |
| 1314–1569 |                    | Królestwo Polskie                          | Królestwo Polskie                          | województwo kaliskie                    | Królewskie Miasto Kalisz           |
| 1569–1791 |                    | Rzeczpospolita Obojga Narodów              | Rzeczpospolita Obojga Narodów              | województwo kaliskie                    | Królewskie Miasto Kalisz           |
| 1791–1793 |                    | Rzeczpospolita Polska                      | Rzeczpospolita Polska                      | województwo kaliskie                    | Królewskie Miasto Kalisz           |
| 1793–1795 |                    | Królestwo Prus                             | Królestwo Prus                             | Prusy Południowe, departament poznański | Stadt Kalisch                      |
| 1795–1807 |                    | Królestwo Prus                             | Królestwo Prus                             | Prusy Południowe, departament kaliski   | Stadt Kalisch                      |
| 1807–1815 |                    | Księstwo Warszawskie                       | Cesarstwo Francuskie                       | departament kaliski                     | Miasto Municypalne Kalisz¹         |
| 1815–1816 |                    | Królestwo Polskie                          | Imperium Rosyjskie                         | departament kaliski                     | Miasto Municypalne Kalisz          |
| 1816–1837 |                    | Królestwo Polskie                          | Imperium Rosyjskie                         | województwo kaliskie                    | Miasto Kalisz                      |
| 1837–1844 |                    | Królestwo Polskie                          | Imperium Rosyjskie                         | gubernia kaliska                        | Miasto Kalisz                      |
| 1845–1866 |                    | Królestwo Polskie                          | Imperium Rosyjskie                         | gubernia warszawska, powiat kaliski     | Miasto Kalisz                      |
| 1867–1916 | Imperium Rosyjskie | (Generał-Gubernatorstwo Warszawskie)       | Imperium Rosyjskie                         | gubernia kaliska²                       | Город Калиш                        |
| 1916–1918 |                    | Królestwo Polskie                          | Rzesza Niemiecka, Austro-Węgry             | gubernia kaliska                        | Miasto Kalisz                      |
| 1918–1919 |                    | Rzeczpospolita Polska                      | Rzeczpospolita Polska                      | okręg kaliski                           | Miasto Kalisz                      |
| 1919–1938 |                    | Rzeczpospolita Polska                      | Rzeczpospolita Polska                      | województwo łódzkie, powiat kaliski     | Miasto Kalisz                      |
| 1938–1939 |                    | Rzeczpospolita Polska                      | Rzeczpospolita Polska                      | województwo poznańskie, powiat kaliski  | Miasto Kalisz                      |
| 1939–1941 | III Rzesza         | Rzeczpospolita Polska (okupacja niemiecka) | Rzeczpospolita Polska (okupacja niemiecka) | okręg Kraj Warty, rejencja kaliska      | Miasto Kalisz (miasto wydzielone)  |
| 1941–1945 | III Rzesza         | Rzeczpospolita Polska (okupacja niemiecka) | Rzeczpospolita Polska (okupacja niemiecka) | okręg Kraj Warty, rejencja łódzka       | Miasto Kalisz (miasto wydzielone)  |
| 1945–1952 |                    | Rzeczpospolita Polska                      | Rzeczpospolita Polska                      | województwo poznańskie                  | Kalisz (powiat miejski)            |
| 1952–1975 |                    | Polska Rzeczpospolita Ludowa               | Polska Rzeczpospolita Ludowa               | województwo poznańskie                  | Kalisz (powiat miejski)            |
| 1975–1989 |                    | Polska Rzeczpospolita Ludowa               | Polska Rzeczpospolita Ludowa               | województwo kaliskie                    | Kalisz (gmina miejska)             |
| 1989–1998 | Polska             | Rzeczpospolita Polska                      | Rzeczpospolita Polska                      | województwo kaliskie                    | Kalisz (gmina miejska)             |
| 1999–     | Polska             | Rzeczpospolita Polska                      | Rzeczpospolita Polska                      | województwo wielkopolskie               | Kalisz (miasto na prawach powiatu) |

| ¹ Status miasta municypalnego nadano Kaliszowi, Poznaniowi, Toruniowi i Warszawie w 1808.                           |
| ² Od 1915 gubernia kaliska znajdowała się w niemieckim obszarze okupacyjnym (Generalne Gubernatorstwo Warszawskie). |

### Samorząd

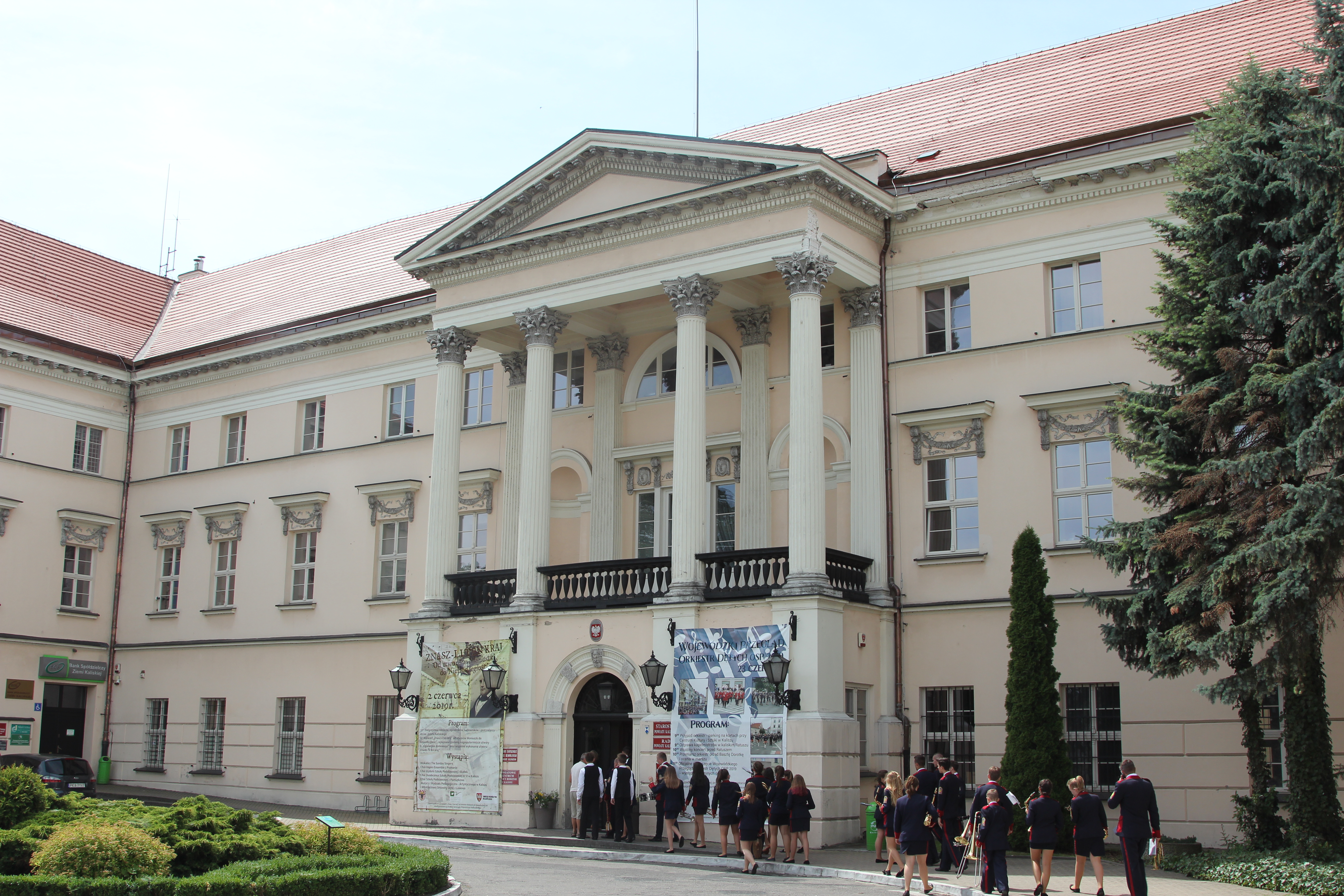
Pałac Komisji Wojewódzkiej Kaliskiej, siedziba starostwa powiatowego

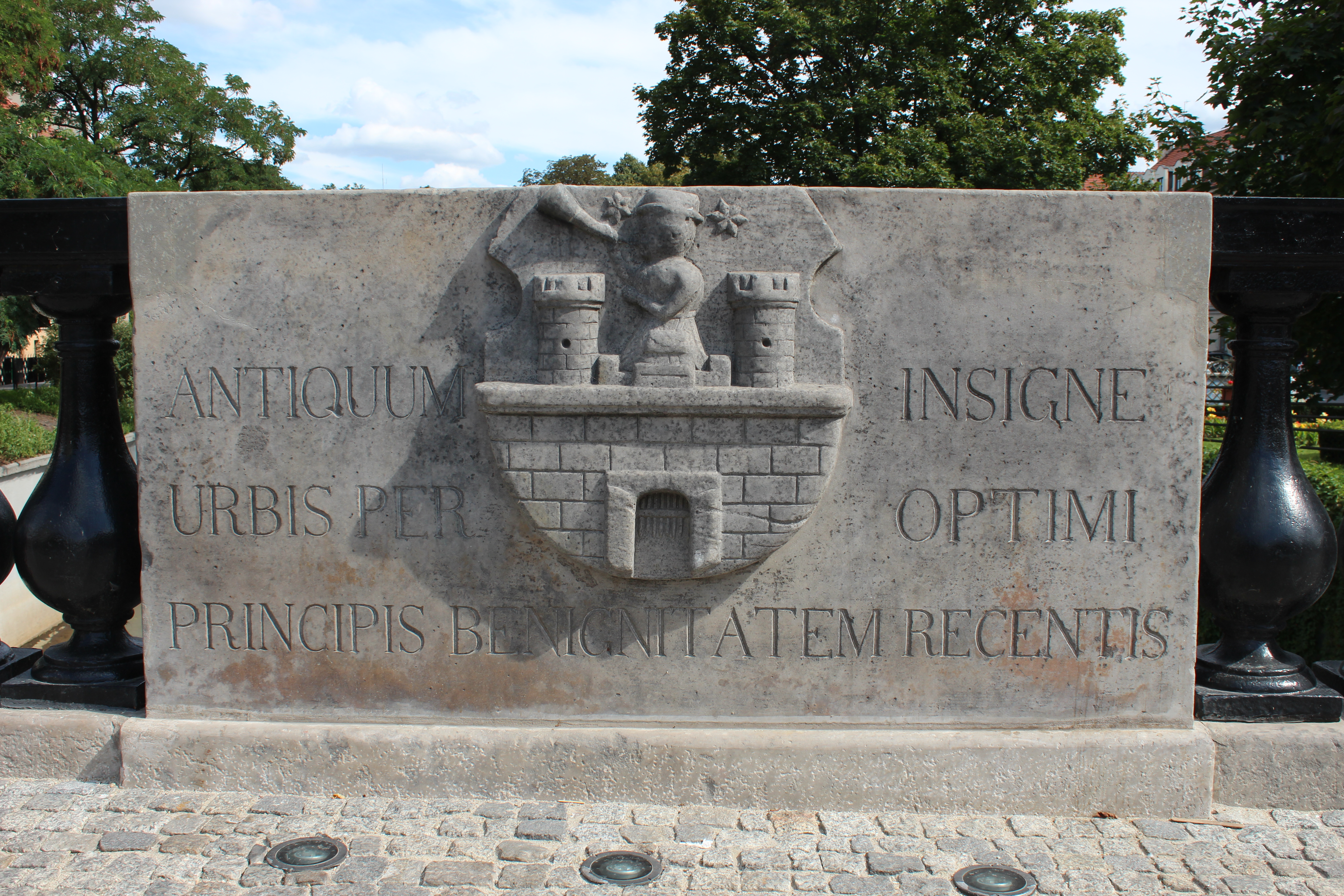
Herb Kalisza na moście Kamiennym

Kalisz jest miastem na prawach powiatu. Siedzibą rady miasta, prezydenta miasta i urzędu miejskiego jest Ratusz. Mieszkańcy wybierają do Rady Miasta Kalisza 23 radnych. Kalisz jest jednocześnie siedzibą powiatu kaliskiego; starostwo powiatowe mieści się w pałacu Komisji Wojewódzkiej Kaliskiej.
W 2024 wydatki budżetu samorządu Kalisza wynosiły 1 006,1 mln zł, a dochody budżetu 968,87 mln zł. Zadłużenie (dług publiczny) samorządu na koniec 2024 wynosiło 338,16 mln zł, co stanowiło 34,9% wysokości wykonywanych dochodów.
W 2022 w rankingu dziennika „Rzeczpospolita” Kalisz zajął 5. miejsce w ogólnopolskim zestawieniu 65 najlepszych samorządów miast na prawach powiatu.

#### Władze miasta
- prezydent – Krystian Kinastowski
- wiceprezydenci – Grzegorz Kulawinek, Mateusz Podsadny[110]
- przewodniczący Rady Miasta – Sławomir Lasiecki[111]

| Kadencja  | Ugrupowanie                                        | Liczba radnych |
| --------- | -------------------------------------------------- | -------------- |
| 2002–2006 | Sojusz Lewicy Demokratycznej                       | 10             |
| 2002–2006 | KW „Wszystko dla Kalisza”                          | 5              |
| 2002–2006 | KKW „Naprzód Kalisz”                               | 3              |
| 2002–2006 | KWW Kaliskie Porozumienie Samorządowe „Przymierze” | 3              |
| 2002–2006 | KWW Samorządny Kalisz                              | 2              |
| 2002–2006 | Samoobrona                                         | 2              |
| 2006–2010 | Lewica i Demokraci                                 | 2              |
| 2006–2010 | KW „Wszystko dla Kalisza”                          | 5              |
| 2006–2010 | KWW Samorządny Kalisz                              | 6              |
| 2006–2010 | Platforma Obywatelska                              | 5              |
| 2006–2010 | Prawo i Sprawiedliwość                             | 5              |
| 2006–2010 | KW Towarzystwo Przyjaciół Ziemi Kaliskiej          | 2              |
| 2010–2014 | Sojusz Lewicy Demokratycznej                       | 5              |
| 2010–2014 | KW „Wszystko dla Kalisza”                          | 4              |
| 2010–2014 | KWW Samorządny Kalisz                              | 6              |
| 2010–2014 | Platforma Obywatelska                              | 6              |
| 2010–2014 | Prawo i Sprawiedliwość                             | 4              |
| 2014–2018 | SLD Lewica Razem                                   | 5              |
| 2014–2018 | KW „Wszystko dla Kalisza”                          | 5              |
| 2014–2018 | KWW Samorządny Kalisz                              | 1              |
| 2014–2018 | Platforma Obywatelska                              | 5              |
| 2014–2018 | Prawo i Sprawiedliwość                             | 5              |
| 2014–2018 | KWW Wspólny Kalisz                                 | 4              |
| 2018–2024 | SLD Lewica Razem                                   | 3              |
| 2018–2024 | Koalicja Obywatelska                               | 8              |
| 2018–2024 | Prawo i Sprawiedliwość                             | 7              |
| 2018–2024 | KWW Wszystko i Samorządny zgodnie dla Kalisza      | 5              |
| 2024–2029 | Koalicja Obywatelska                               | 8              |
| 2024–2029 | Prawo i Sprawiedliwość                             | 6              |
| 2024–2029 | Trzecia Droga                                      | 2              |
| 2024–2029 | KWW Krystiana Kinastowskiego Koalicja Kaliska      | 7              |

### Podział administracyjny

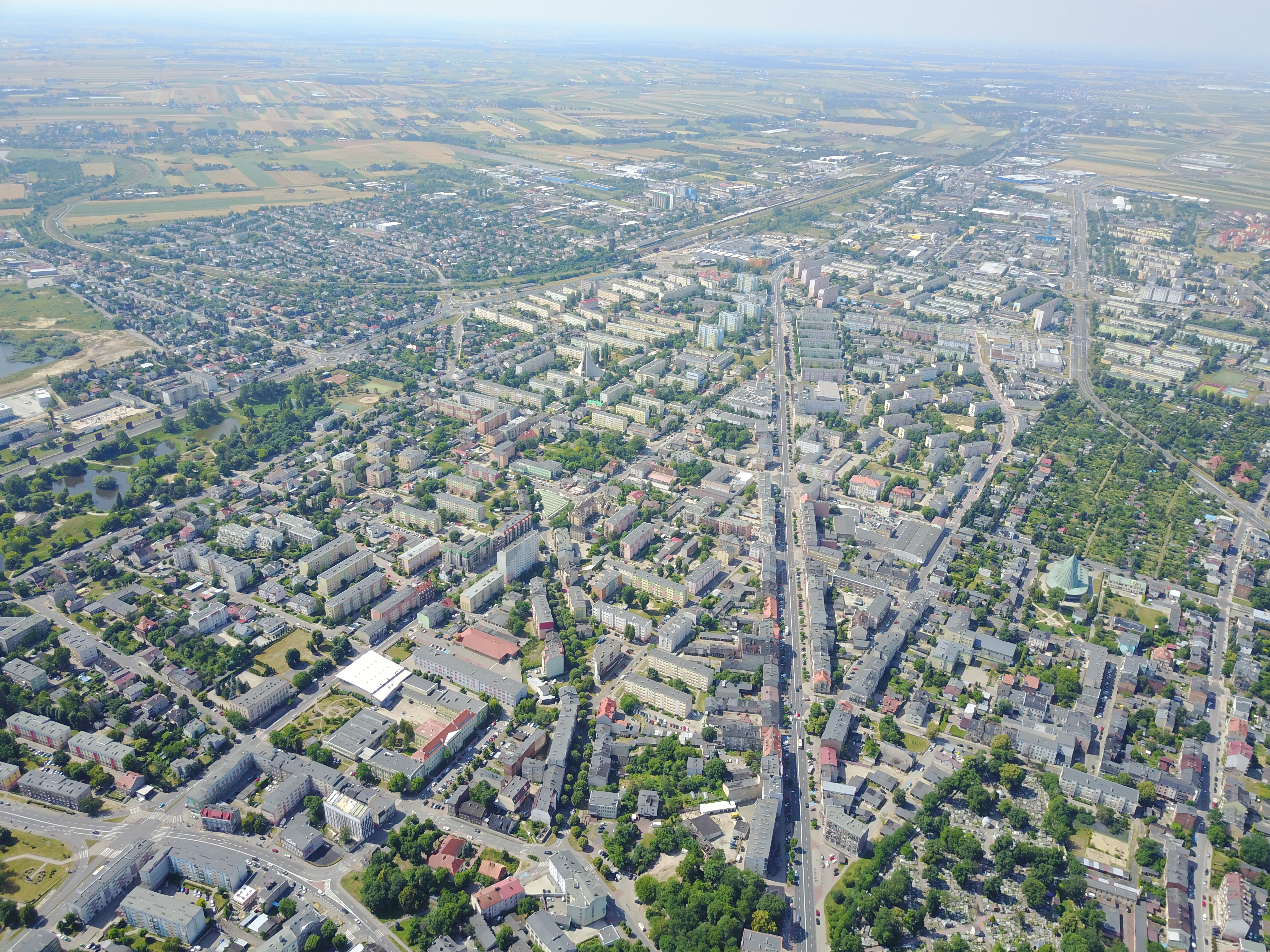
Południowo-zachodnia część Kalisza z lotu ptaka

Jednostkami pomocniczymi Kalisza są 23 osiedla i 3 sołectwa.
Osiedla

- Adama Asnyka
- Chmielnik
- Czaszki
- Dobro
- Dobrzec P
- Dobrzec W
- Kaliniec
- Korczak
- Majków
- Ogrody
- Piskorzewie
- Piwonice
- Rajsków
- Rogatka
- Rypinek
- Serbinów
- Szczypiorno
- Śródmieście I
- Śródmieście II
- Tyniec
- Widok
- Winiary
- Zagorzynek

Sołectwa
- Dobrzec
- Sulisławice
- Sulisławice Kolonia

Nazwy osiedli miasta pochodzą od nazw dawnych wsi, kolonii, folwarków i in. jednostek osadniczych, stopniowo przyłączanych do miasta od 1853. Wyjątek stanowią Kaliniec i Serbinów, których nazwy pochodzą od nazw Kalisza i Russowa w powieści Noce i dnie (1931–1934) Marii Dąbrowskiej. Dawne Nowe Miasto, Warszawskie Przedmieście i Wrocławskie Przedmieście stanowią współcześnie integralne części Śródmieścia.
Wykaz urzędowych nazw miejscowości i ich części zawiera 29 części miasta Kalisza: Chmielnik, Dobrzec, Dobrzec Wielki, Huby, Korczak, Lis, Majków, Majków-Kolonia, Majków-Osiedle, Nosków, Ogrody, Okręglica, Piekart, Piskorzewie, Piwonice, Piwonice-Kolonia, Piwonice-Wschód, Piwonice-Zachód, Rajsków, Rajsków-Kolonia, Rypinek, Stare Miasto, Sulisławice, Sulisławice-Kolonia, Szczypiorno, Tyniec, Winiary, Zagorzynek, Zawodzie.

### Współpraca międzynarodowa
Miasto Kalisz prowadzi współpracę z łącznie jedenastoma miastami z dziesięciu krajów Europy.
Miasta partnerskie
- Erfurt, Niemcy (1984)
- Hamm, Niemcy (1991)
- Hautmont, Francja (1958)
- Heerhugowaard, Holandia (1992)
- Kamieniec Podolski, Ukraina (1993)
- La Louvière, Belgia (1998)
- Martin, Słowacja (1996)
- Preston, Wielka Brytania (1989)

Miasta zaprzyjaźnione
- Figueres, Hiszpania (2017)
- Łowecz, Bułgaria (2017)
- Ptuj, Słowenia (2011)

## Zabytki
W latach 20. i 30. XX wieku przeprowadzono odbudowę staromiejskiego śródmieścia Kalisza (zniszczonego w 95% w 1914). Odbudowano Główny Rynek i nawiązujący do tradycji renesansowej ratusz z wysoką wieżą, wzniesiony w mieście po raz trzeci. Na Głównym Rynku mieści się tzw. kamienica z medalionami przedstawiająca płaskorzeźby czterech wybitnych kaliszan: Adama Asnyka, Marii Konopnickiej, Stefana Szolc-Rogozińskiego i Marii Dąbrowskiej. Do wyróżniających się obiektów należą: zespół klasztorny oo. franciszkanów ufundowany w 1256 przez księcia Bolesława Pobożnego, katedra św. Mikołaja, fragmenty murów miejskich z basztą „Dorotka” z połowy XIV wieku, późnorenesansowy kościół rektoralny Nawiedzenia NMP z 1607 w pobernardyńskim zespole klasztornym, który w 1919 objęli jezuici, prawosławna cerkiew pw. Świętych Apostołów Piotra i Pawła, bazylika kolegiacka Wniebowzięcia NMP – sanktuarium św. Józefa z Nazaretu, kompleks kolegium pojezuickiego z końca XVI wieku przebudowane w XIX wieku na klasycystyczny gmach urzędowy (od 1999 siedziba starostwa powiatowego), barokowa świątynia św. Wojciecha i św. Stanisława Biskupa, park miejski w stylu angielskim założony w 1798 (24,3 ha), usytuowany nad brzegiem Prosny wśród parkowej zieleni – teatr im. Wojciecha Bogusławskiego, dawny Trybunał z XIX wieku (obecnie sąd), most Kamienny (najstarszy w Kaliszu), klasztorny zespół poreformacki z kościołem św. Józefa i św. Piotra z Alkantry z 1673, rogatka wrocławska (1827–1828), trzy zabytkowe cmentarze wyznaniowe: ewangelicki (1689), rzymskokatolicki (1807), prawosławny (1786), neogotyckie kościoły pod wezwaniem św. Gotarda oraz św. Michała Archanioła, rezerwat archeologiczny „Kaliski Gród Piastów” i drewniany kościół św. Wojciecha na Zawodziu.

## Gospodarka

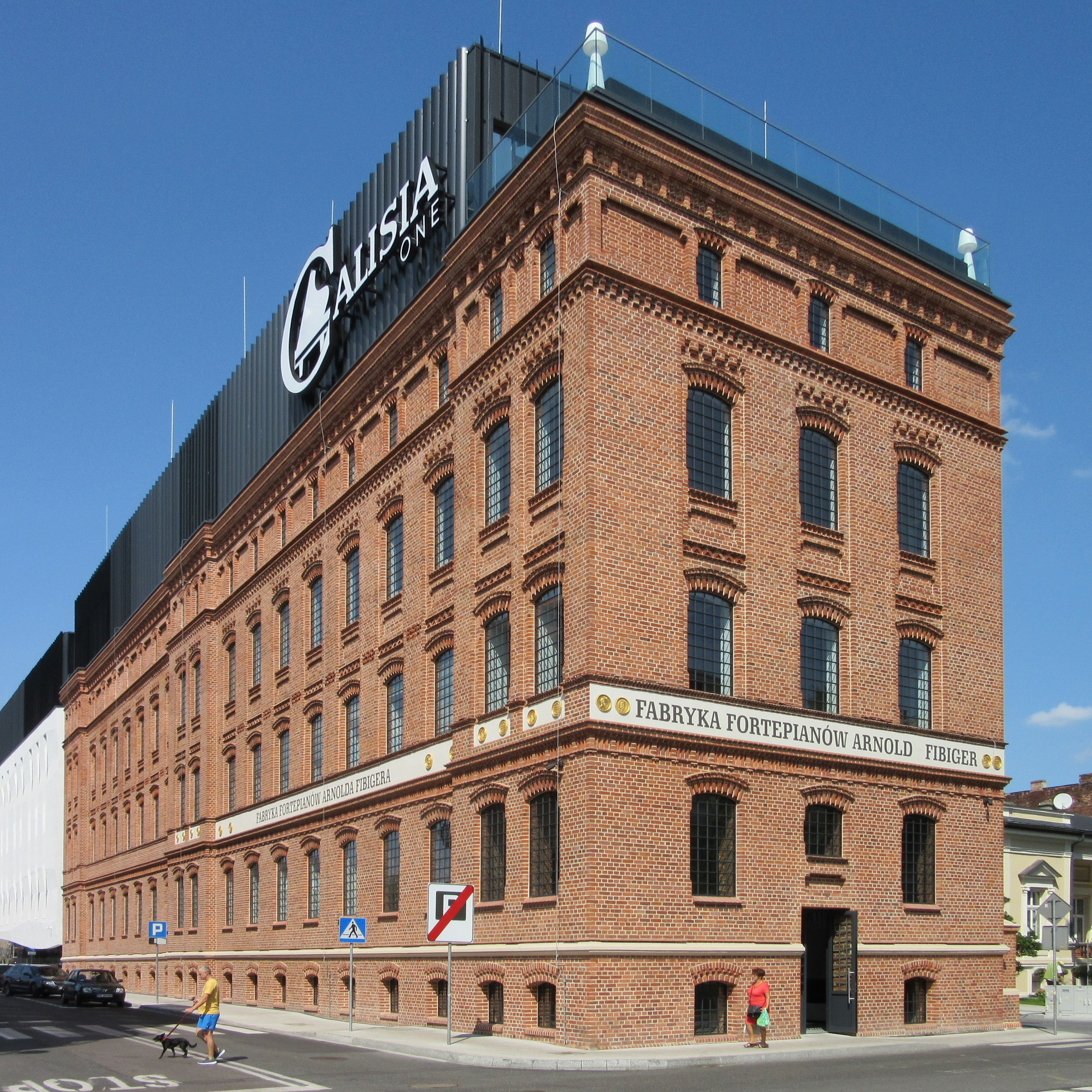
Biurowiec Calisia One, dawniej Fabryka Fortepianów i Pianin Arnolda Fibigera

Kalisz jest głównym ośrodkiem Kaliskiego Okręgu Przemysłowego, ośrodkiem przemysłu lotniczego, w tym produkcji maszyn i silników lotniczych (Pratt & Whitney Kalisz, Wytwórnia Sprzętu Komunikacyjnego „PZL-Kalisz”, Meyer Tool Poland). Duże tradycje, jeszcze z czasów kalisko-mazowieckiego okręgu przemysłowego, ma przemysł włókienniczy (Runotex) i odzieżowy (Big Star) oraz produkcja koronek i firan (Haft). Rozwinięty jest przemysł spożywczy: Winiary (koncentraty spożywcze), Colian (słodycze i napoje), Kilargo (lody).
W Kaliszu istnieje sieć hipermarketów, supermarketów i dyskontów (Carrefour, Kaufland, Makro, Castorama, Leroy Merlin, MediaMarkt, Decathlon, Agata Meble, Aldi, Biedronka, Dino, Lidl, Netto, Polomarket, PSS „Społem” Kalisz) oraz centra handlowe (Galeria Amber, Galeria Kalisz, Galeria Tęcza, Park Handlowy Kalinka).
Na koniec grudnia 2024 liczba zarejestrowanych bezrobotnych w Kaliszu wynosiła 1600 osób, co stanowi stopę bezrobocia na poziomie 3,7% do aktywnych zawodowo. W 2023 przeciętne miesięczne wynagrodzenie brutto w Kaliszu wyniosło 6618 zł.

## Transport

### Transport kolejowy

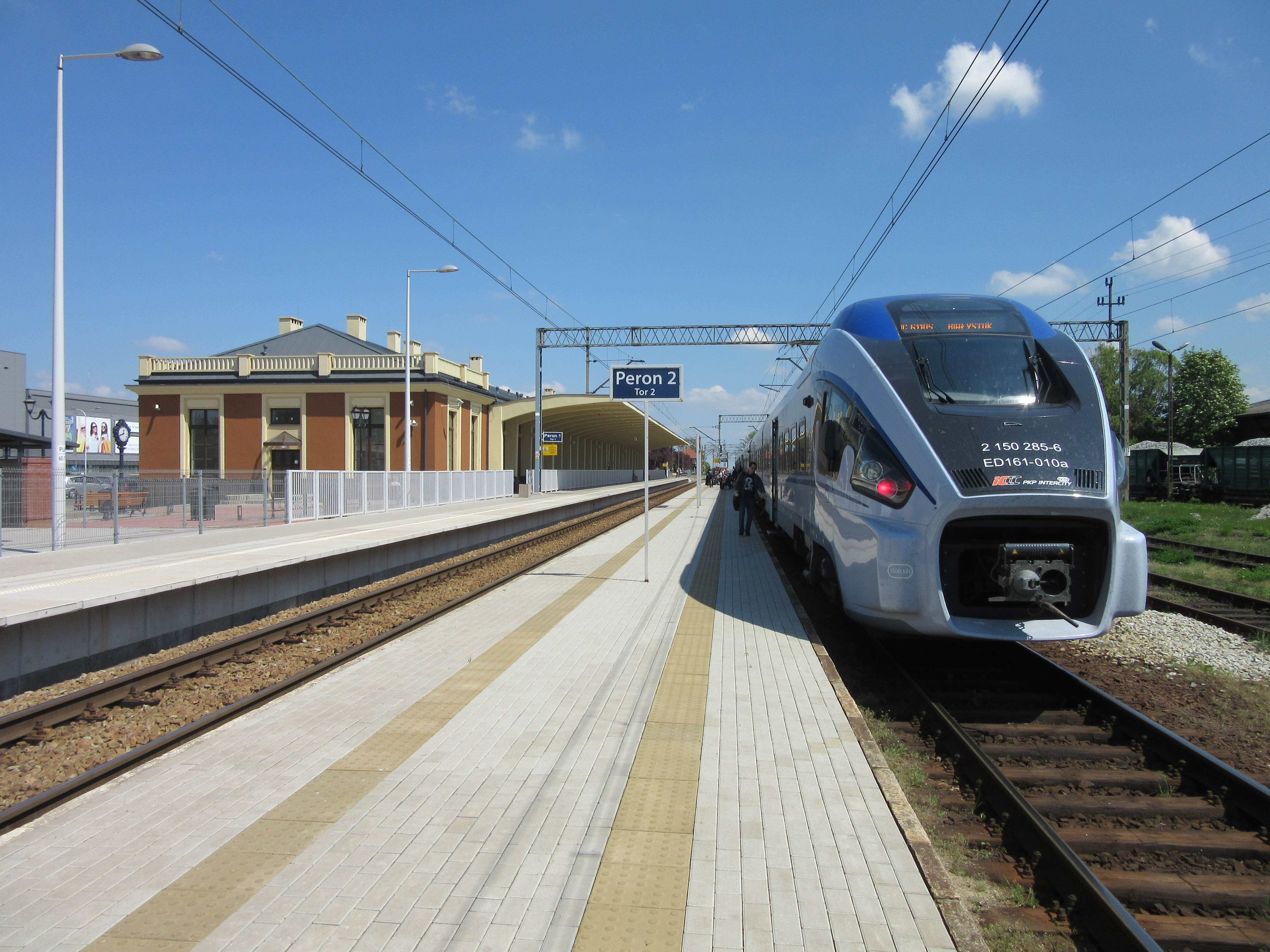
Pesa Dart na stacji kolejowej w Kaliszu

1 stycznia 1903 uruchomiono 2-torowy odcinek Kolei Warszawsko-Kaliskiej o długości 111,5 km, łączący Łódź Kaliską z Kaliszem. W latach 1965–1975 dokonano elektryfikacji tego odcinka. Obecnie stanowi on część linii kolejowej nr 14 Łódź Kaliska – Forst.
W mieście znajdują się 3 czynne stacje i przystanki kolejowe:
- Kalisz
- Kalisz Szczypiorno
- Kalisz Winiary

Obecnie (2025) przez Kalisz kursują pociągi PKP Intercity (IC), Polregio, Kolei Wielkopolskich oraz Łódzkiej Kolei Aglomeracyjnej.
W Kaliszu rozpoczynała się linia Kaliskiej Kolei Dojazdowej Kalisz Wąskotorowy – Turek (prześwit: 750 mm, linia: 1-torowa, zbudowana: 1914–1917, długość: 56,7 km). W lipcu 1991 została zamknięta dla ruchu pasażerskiego, w 1994 zlikwidowano odcinek Kalisz – Borków Stary, a obecnie odbywa się jedynie ruch turystyczny na 7 km odcinku Złotniki Wielkie – Zbiersk.
Dawniej ruch towarowy odbywał się na 2,5 km linii Kalisz Winiary – Winiary Fabryka, przechodzącej przez Las Winiarski do fabryki Winiary-Nestlé. W 2020 linia ta została rozebrana.
W Kaliszu ma siedzibę Stowarzyszenie Kolejowych Przewozów Lokalnych (zał. 2001), które jest zarządcą kilku kolei dojazdowych w Polsce.

### Transport drogowy

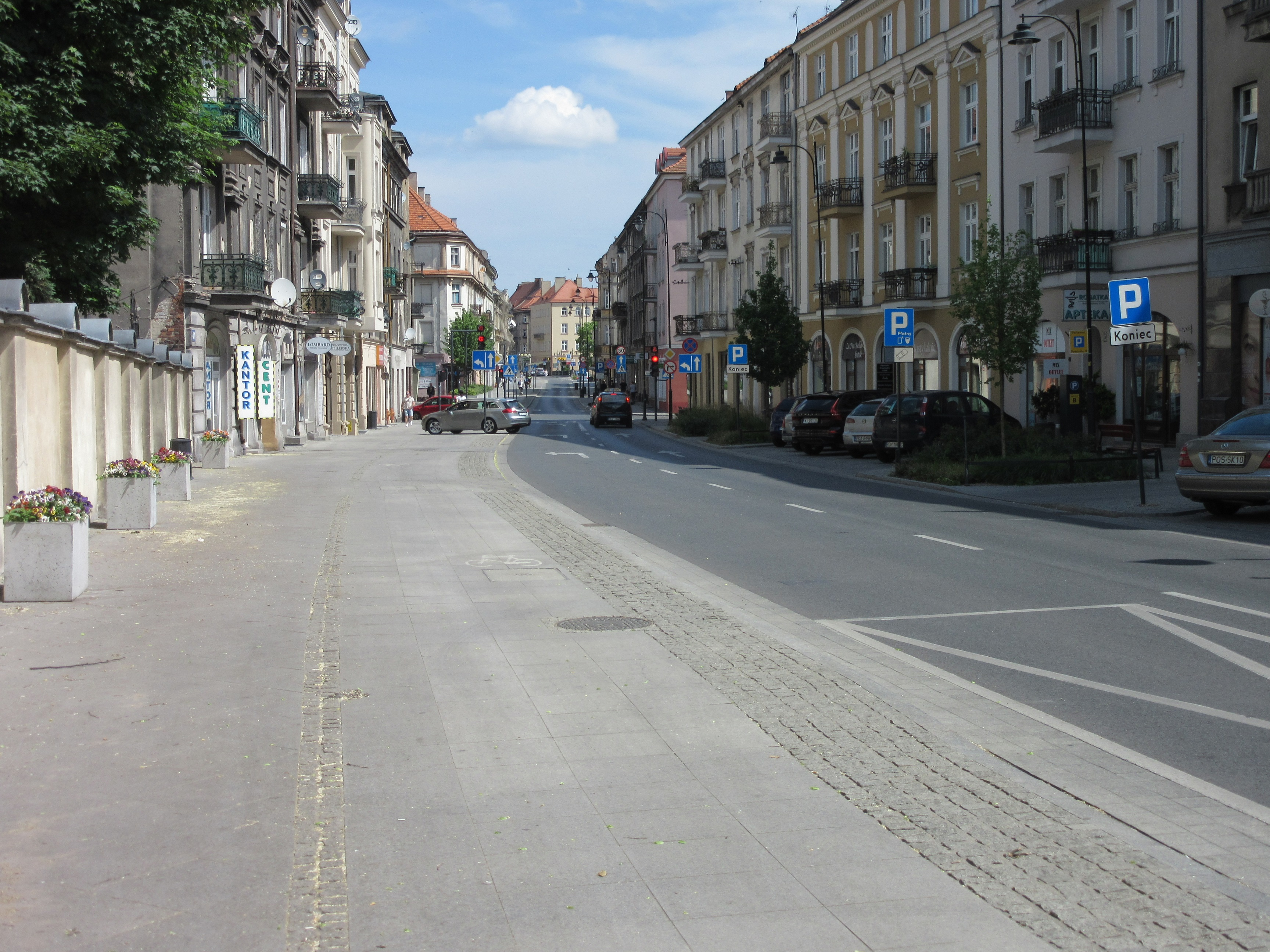
Ulica Śródmiejska

W Kaliszu krzyżują się drogi krajowe:
- 12 Łęknica – Głogów – Leszno – Kalisz – Piotrków Trybunalski – Radom – Lublin – Dorohusk
- 25 Bobolice – Bydgoszcz – Konin – Kalisz – Ostrów Wielkopolski – Oleśnica

oraz drogi wojewódzkie:
- 442 Września – Kalisz
- 450 Kalisz – Wieruszów
- 470 Kościelec – Turek – Kalisz

Na dzień 20 marca 2025 Kalisz posiadał 649 ulic i placów oraz ponad 340 km dróg publicznych. W mieście znajduje się 1 dworzec autobusowy.

#### Tranzyt

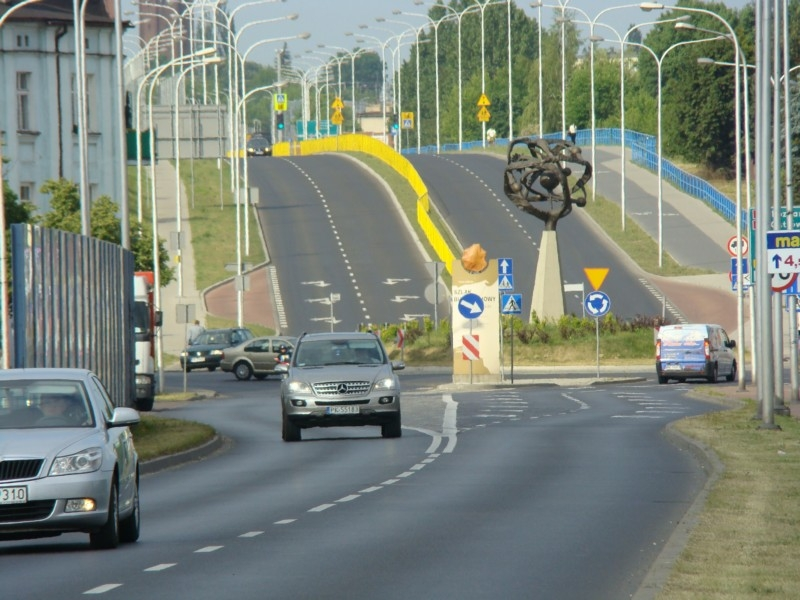
Trasa Bursztynowa

Pierwszą arterią mającą wyprowadzić ruch tranzytowy ze Śródmieścia była wybudowana w latach 1972–1980 aleja Wojska Polskiego. W latach 1992–1995 powstał pierwszy fragment zachodniej, wewnętrznej obwodnicy miejskiej (ulica Walentego Stanczukowskiego); kolejne odcinki oddano do użytku w 2000 i 2004 (w 2005 odcinki te przemianowano na ulicę Józefa Piłsudskiego). W latach 2004–2010, w łącznie trzech etapach, wybudowana została południowa, śródmiejska obwodnica – Trasa Bursztynowa.
W Rządowym Programie Budowy Dróg Krajowych do 2030 znalazła się rozbudowa drogi krajowej nr 25 na 68 km odcinku Ostrów Wielkopolski – Konin do parametrów drogi klasy GP o przekroju dwujezdniowym, wraz z zachodnią obwodnicą Kalisza wpisaną z kolei do Programu Budowy 100 Obwodnic. Zaprojektowano trzy warianty przebiegu trasy, z których dwa zakładały poprowadzenie obwodnicy w odległości 1–2 km od ciągu ulic Podmiejska–Stanczukowskiego–Piłsudskiego, a jeden w całości poza granicami miasta; do realizacji zatwierdzono ostatecznie ten ostatni, poprzez wydanie decyzji środowiskowej w październiku 2024.

### Transport zbiorowy
Autobusy, zarówno przewoźników miejskich (Kaliskie Linie Autobusowe, Miejski Zakład Komunikacji w Ostrowie Wielkopolskim, Pleszewskie Linie Autobusowe) jak i PKS-u Kalisz umożliwiają dojazd do ościennych gmin oraz powiatów. Rolę transportu dalekobieżnego zapewnia kolej, zapewniając bezpośrednie dotarcie do licznych miejscowości w Polsce, np. Warszawa, Kraków, Szczecin.

#### Transport autobusowy

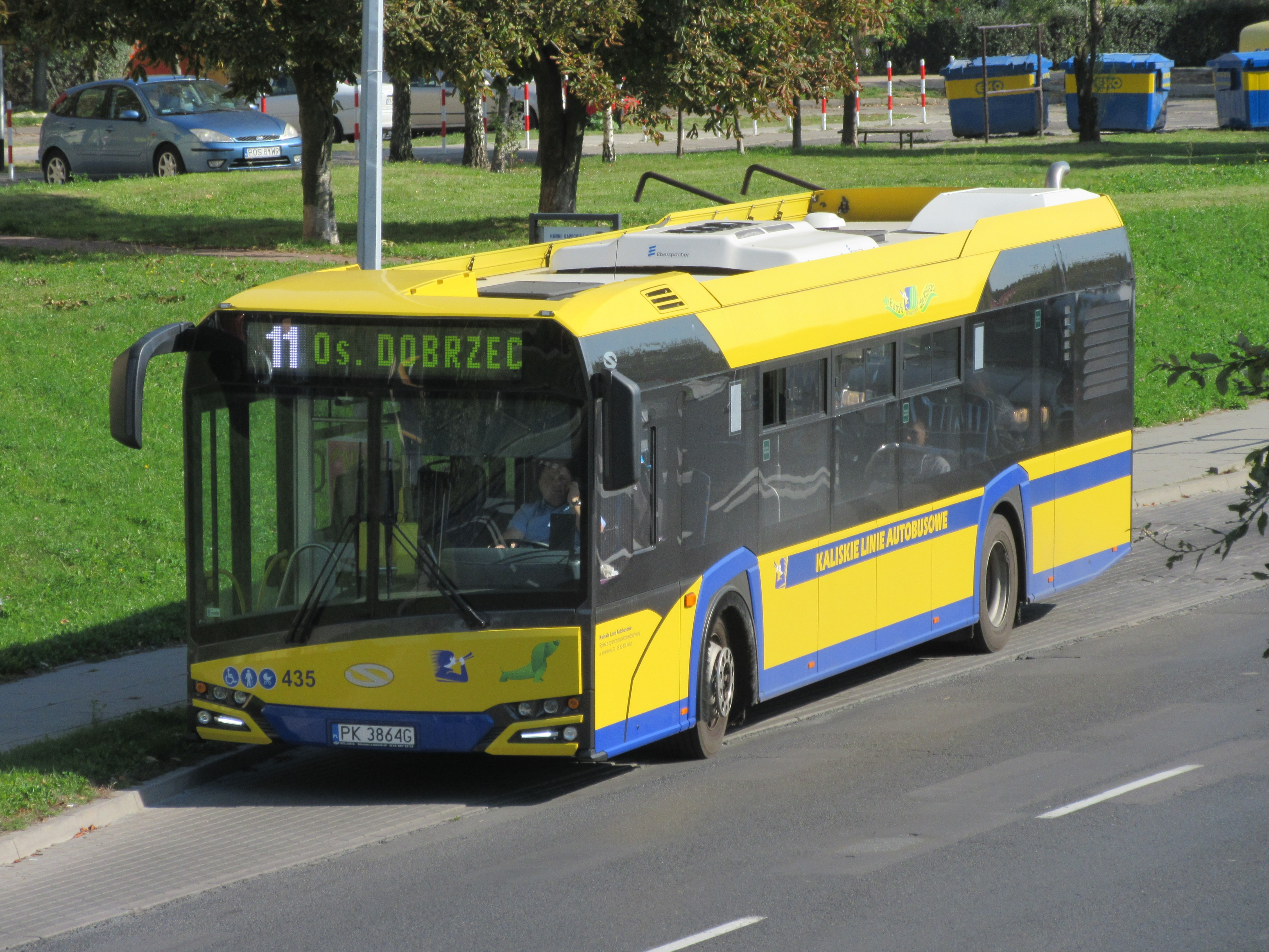
Solaris Urbino 12 w barwach Kaliskich Linii Autobusowych

Konieczność budowy tramwaju elektrycznego w Kaliszu pojawiła się w 1902 po wybudowaniu Kolei Warszawsko-Kaliskiej i gwałtownej rozbudowie miasta w kierunku dworca kolejowego. Rozpoczęte w 1912 prace projektowe zostały przerwane w 1914 w wyniku zburzenia i wyludnienia miasta w czasie I wojny światowej.
W dwudziestoleciu międzywojennym linie autobusowe łączyły Śródmieście i dworzec kolejowy. Obsługa połączenia należała do Przedsiębiorstwa Autokomunikacja, którego dwa autobusy kursowały między Warszawską (obecnie Zamkowa) i Wrocławską (dziś Górnośląska), zatrzymując się na przystankach Plac św. Józefa, Ratusz, Most Kamienny oraz Rogatka Wrocławska. Funkcjonował także transport autobusowy do dworca kolei wąskotorowej, realizowany przez jej właściciela, czyli Kalisko-Turecką Kolej Powiatową. Podobnie jak przed I wojną światową plan budowy tramwaju elektrycznego w mieście nie został zrealizowany.
Po zakończeniu II wojny światowej komunikację miejską uruchomiono ponownie 29 maja 1945. Pierwsza linia Miejskiej Komunikacji Autobusowej korzystała z dwóch poniemieckich autobusów na gaz świetlny marki Büssing. W 1945 przewieziono prawie 45 tysięcy pasażerów. W 1950 roku spółkę przekształcono w Miejski Zakład Komunikacyjny. W latach 50. powstała zajezdnia przy ul. Majkowskiej. W 1957 Miejskie Przedsiębiorstwo Komunikacyjne obsługiwało 11 linii autobusowych, dysponując w 1963 51 autobusami poruszającymi się po sieci o długości 99 km. W 1980 Wojewódzkie Przedsiębiorstwo Komunikacji Miejskiej obsługiwało 29 linii, w 1992 Miejski Zakład Komunikacyjny obsługiwał 32 linie, w tym dwie nocne (101, 102).
13 maja 1994 zarząd miasta podpisał z Southern Vectis umowę o przekształceniu Miejskiego Zakładu Komunikacyjnego w spółkę Kaliskie Linie Autobusowe, która rozpoczęła działalność 1 czerwca tego samego roku.
Według stanu na grudzień 2023 w mieście i na obszarze zespołu miejskiego Kaliskie Linie Autobusowe obsługują 24 linie, w tym m.in. linie podmiejskie do Nowych Skalmierzyc i Opatówka oraz jedną linię nocną (linia N1). W styczniu 2023 zaprzestały obsługi połączenia z Ostrowem Wielkopolskim (linię przyspieszoną M obsługuje MZK Ostrów Wlkp.). Na terenie Kalisza rozlokowanych jest 337 przystanków komunikacji, z których korzystają wszyscy przewoźnicy odbywający kursy po mieście.

### Transport rowerowy

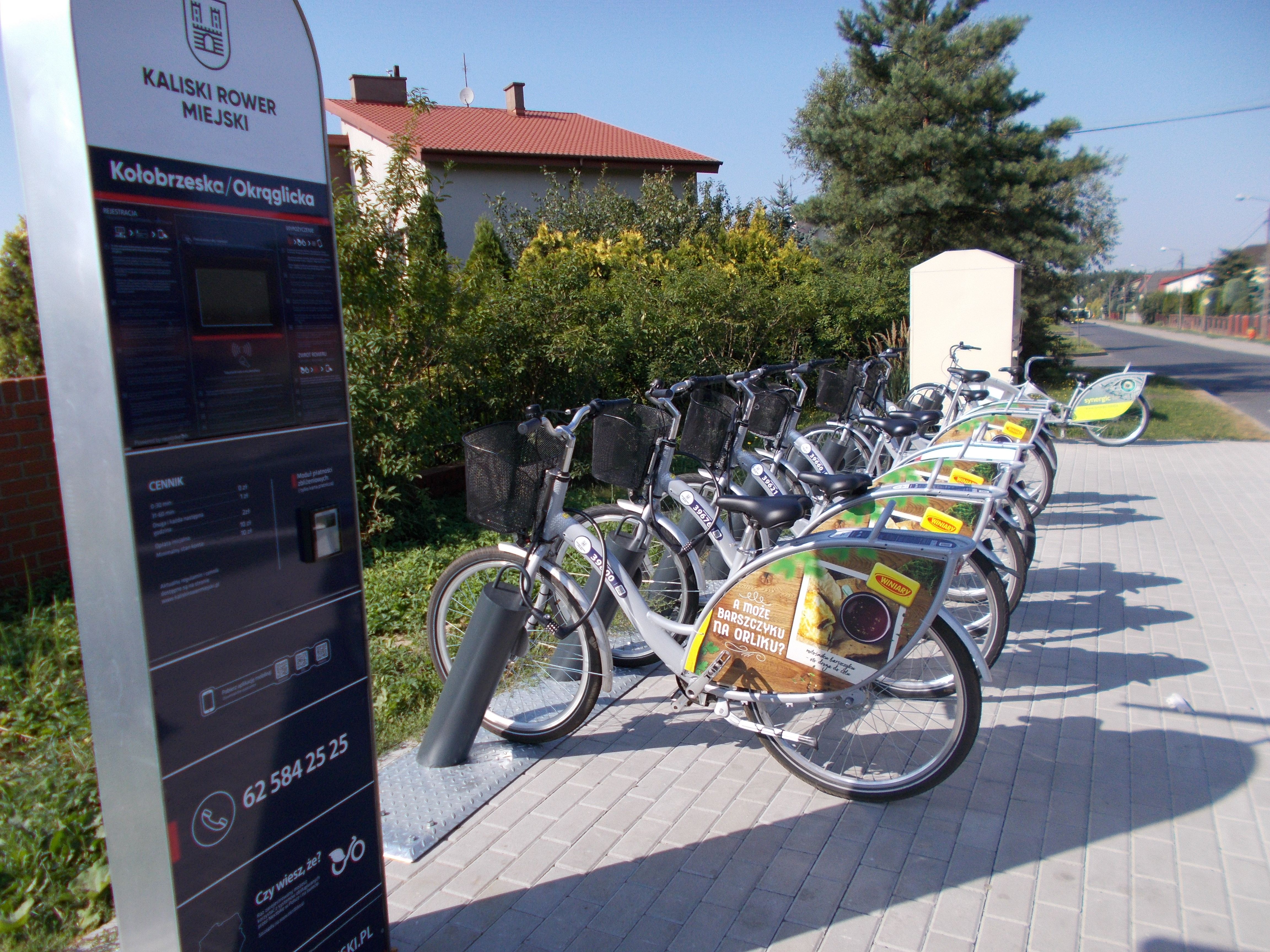
Stacja Kaliskiego Roweru Miejskiego na Winiarach

Pierwsza ścieżka rowerowa w Kaliszu, o długości niespełna 300 metrów, powstała w 1999 wzdłuż ulicy Sportowej. W 2023 łączna ich długość wynosiła 64 km.
1 lipca 2017 uruchomiono po raz pierwszy Kaliski Rower Miejski. W sezonie letnim 2018 na system złożyło się 30 stacji i 283 rowery. W 2022, w związku z systematycznie malejącą liczbą wypożyczeń, zrezygnowano z dalszego funkcjonowania Kaliskiego Roweru Miejskiego.

### Transport lotniczy
Najbliższe międzynarodowe porty lotnicze to (po ok. 120 km od Kalisza): Łódź-Lublinek, Wrocław-Strachowice i Poznań-Ławica. Spośród lotnisk regionalnych komunikację zapewnia, znajdujące się w Michałkowie pod Ostrowem Wielkopolskim, lotnisko sportowe Aeroklubu Ostrowskiego.
W 1993 zostało otwarte sanitarne lądowisko przy ul. Poznańskiej.

## Bezpieczeństwo publiczne

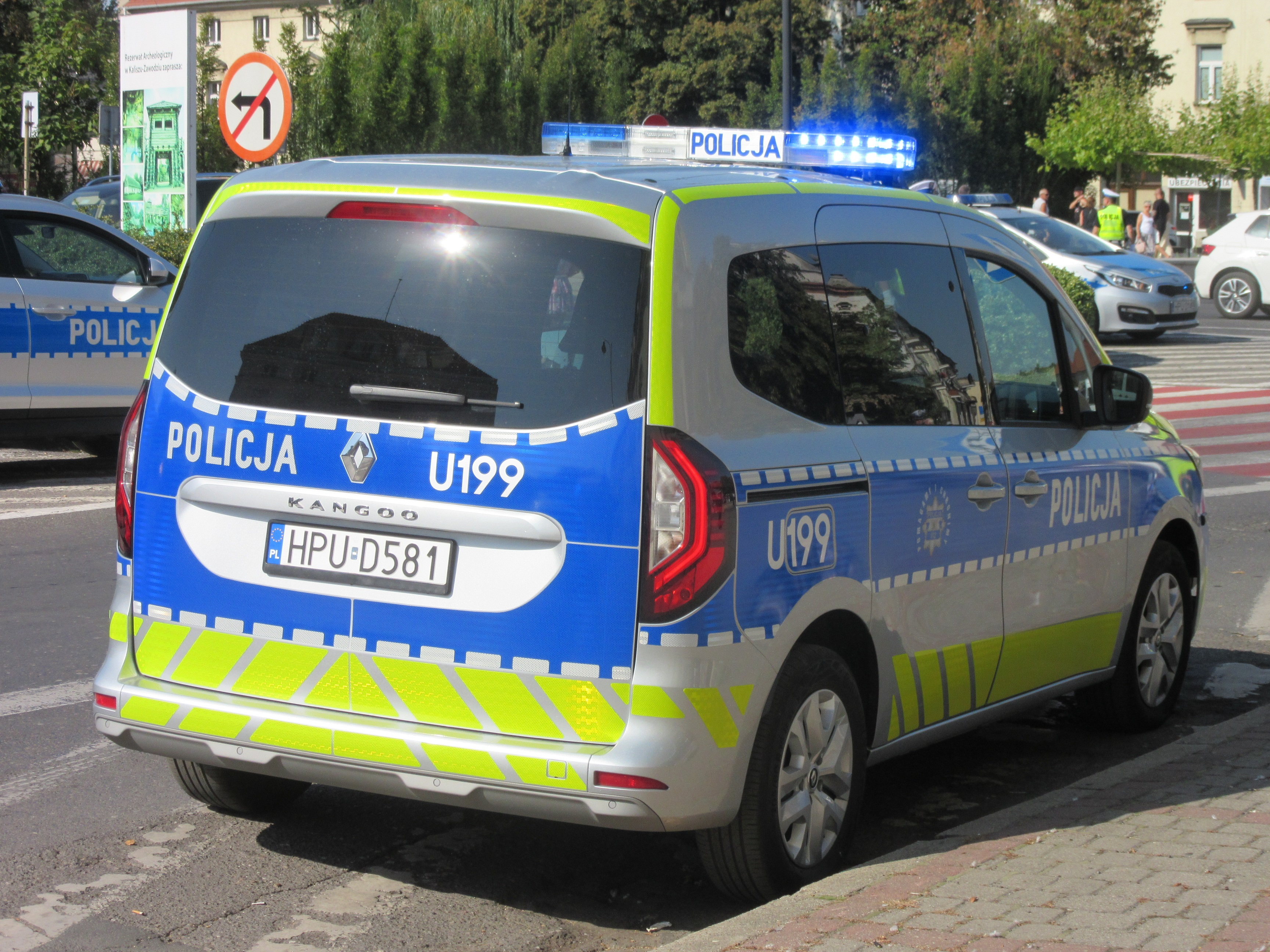
Radiowóz Komendy Miejskiej Policji w Kaliszu

W Kaliszu znajdują się miejskie komendy Policji i Państwowej Straży Pożarnej oraz pięć jednostek Ochotniczej Straży Pożarnej. Miasto posiada również Straż Miejską i placówkę Straży Granicznej.

### Opieka zdrowotna

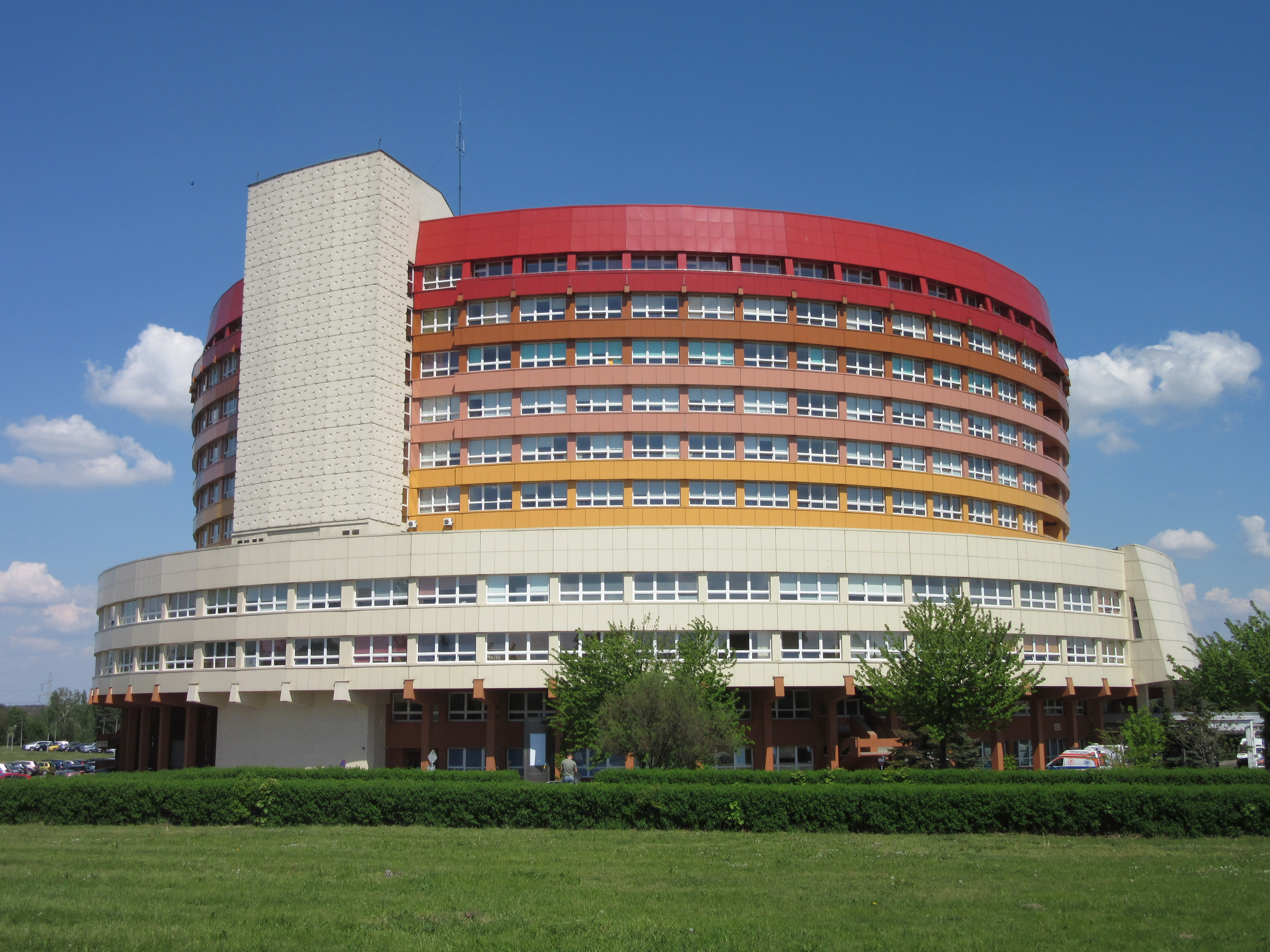
Wojewódzki Szpital Zespolony im. Ludwika Perzyny

W Kaliszu znajduje się kilkadziesiąt publicznych i niepublicznych przychodni i zakładów ochrony zdrowia, w tym 3 szpitale na terenie miasta, 2 szpitale w jego obrębie o charakterze wojewódzkim; delegatura NFZ; siedziba Powiatowej Stacji Sanitarno-Epidemiologicznej oraz oddział rejonowy Polskiego Czerwonego Krzyża. W 2014 otwarto Ośrodek Radioterapii będący filią Wielkopolskiego Centrum Onkologii, wybudowany głównie ze środków województwa wielkopolskiego.

#### Szpitale
- Wojewódzki Szpital Zespolony im. Ludwika Perzyny w Kaliszu (ul. Poznańska 79 / ul. Toruńska 7)
  - były Wojewódzki Szpital Matki i Dziecka im. Przemysława II (w 2006 połączony z WSZ im. Ludwika Perzyny)
- Ośrodek Radioterapii w Kaliszu (filia Wielkopolskiego Centrum Onkologii) (ul. Kaszubska 12)[157]
- Klinika Kalmedica – szpital niepubliczny (ul. Częstochowska 71–75)
- Wojewódzki Specjalistyczny Zespół Zakładów Opieki Zdrowotnej Chorób Płuc i Gruźlicy w Wolicy
- Wojewódzki Zakład Opieki Psychiatrycznej w Sokołówce

## Nauka i oświata

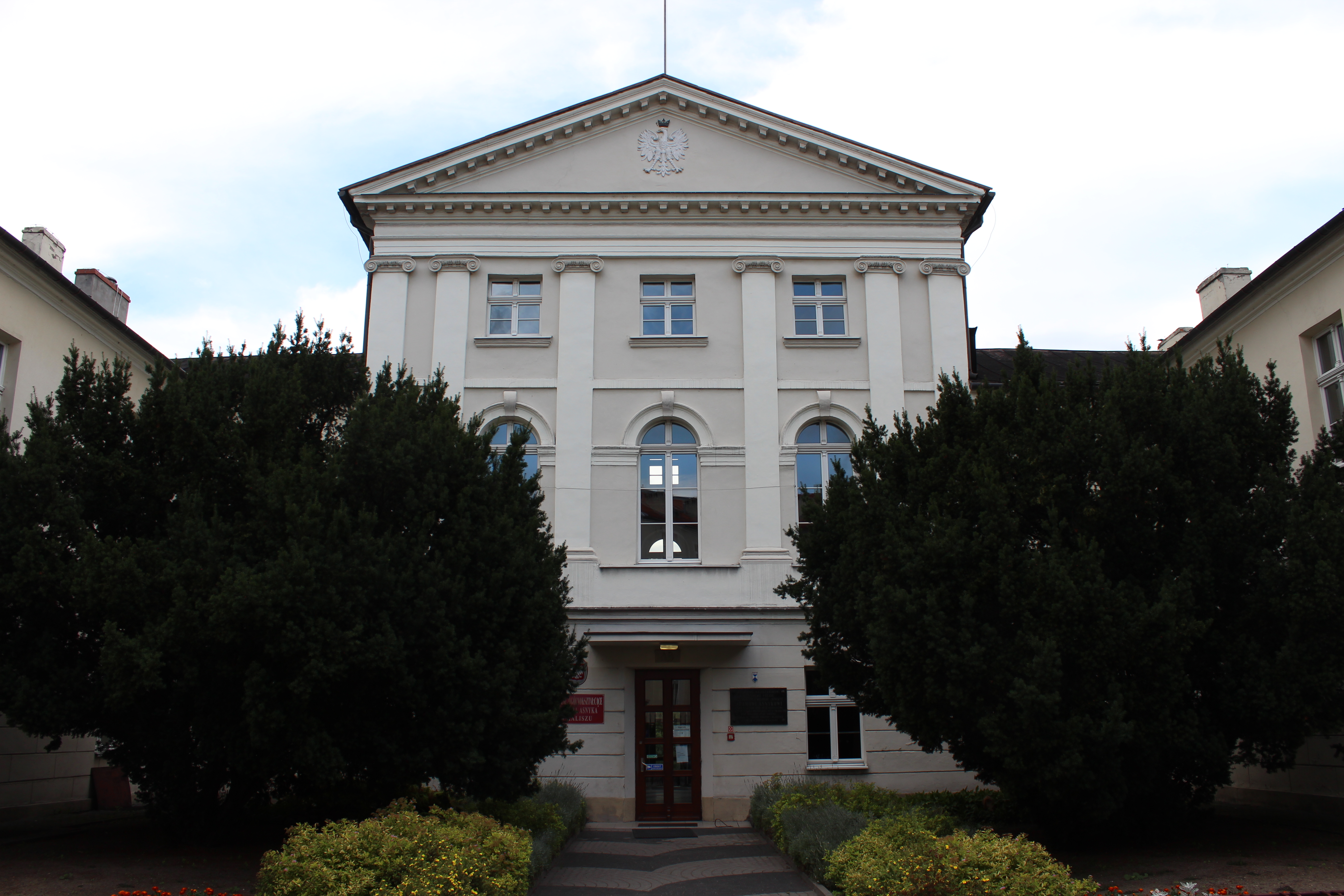
I Liceum Ogólnokształcące im. Adama Asnyka

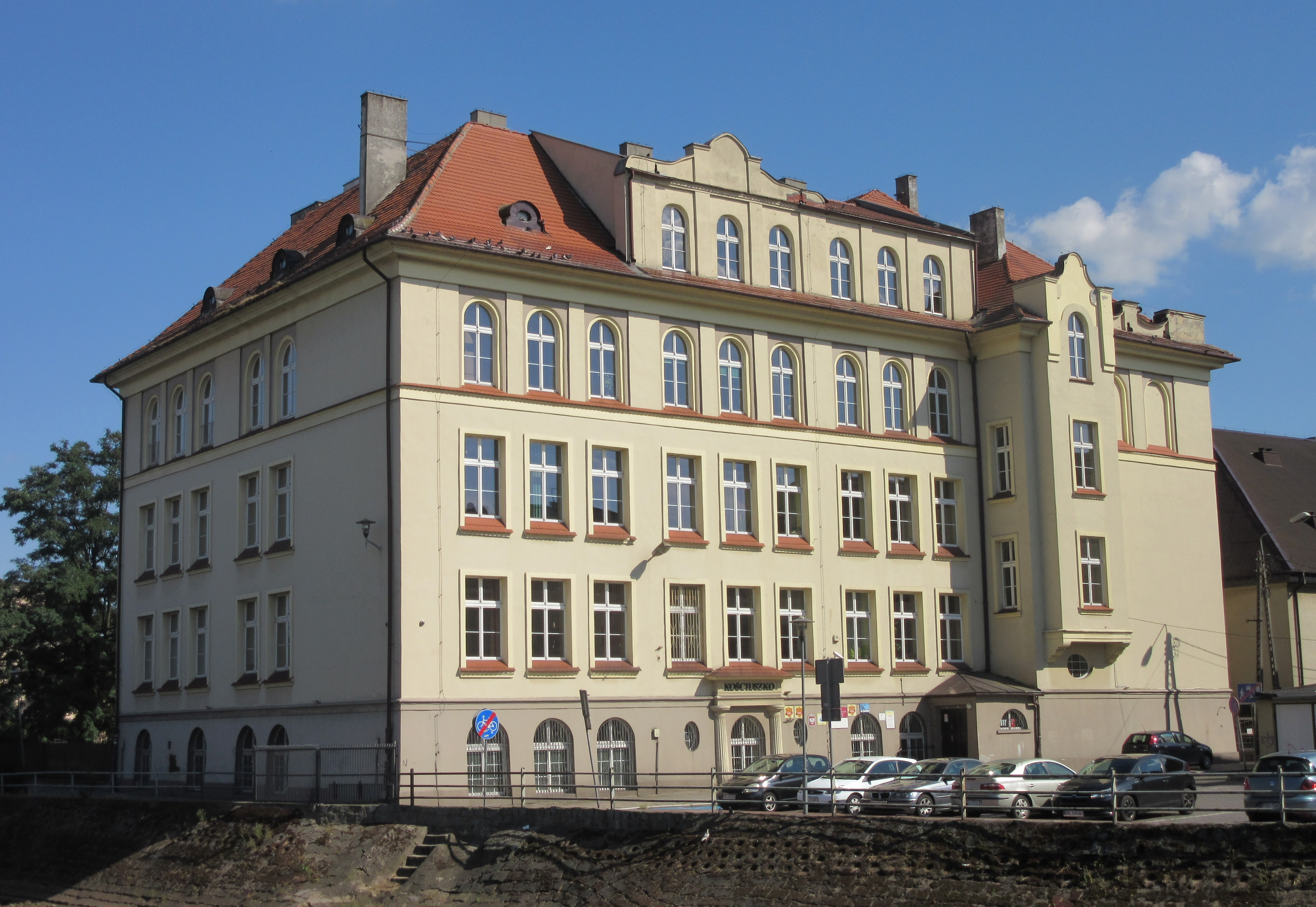
II Liceum Ogólnokształcące im. Tadeusza Kościuszki

### Placówki oświatowe
- 13 publicznych przedszkoli[158]
- 23 publiczne szkoły podstawowe (w tym 2 specjalne)[158]

#### Licea
- 7 liceów ogólnokształcących[158]:
  - I Liceum Ogólnokształcące im. Adama Asnyka
  - II Liceum Ogólnokształcące im. Tadeusza Kościuszki
  - III Liceum Ogólnokształcące im. Mikołaja Kopernika
  - IV Liceum Ogólnokształcące im. Ignacego Jana Paderewskiego
  - V Liceum Ogólnokształcące im. Jana III Sobieskiego
  - VI Liceum Ogólnokształcące dla Dorosłych
  - VII Liceum Ogólnokształcące – Szkoła Mistrzostwa Sportowego

#### Szkoły artystyczne
- Liceum Sztuk Plastycznych im. Tadeusza Kulisiewicza (w ZSPP)
- Państwowa Szkoła Muzyczna I i II stopnia im. Henryka Melcera

#### Szkoły zawodowe
- 4 zespoły szkół obejmujące technika oraz branżowe szkoły I stopnia[158]:
  - Zespół Szkół Ponadpodstawowych
    - Branżowa Szkoła I stopnia nr 1
    - Technikum Budowlano-Elektryczne im. Kazimierza III Wielkiego
    - Technikum Budowy Fortepianów im. Gustawa Arnolda Fibigera (jedyna tego typu szkoła w Polsce i jedna z trzech w Europie)[159]

  - Zespół Szkół Gastronomiczno Hotelarskich im. Janka Bytnara „Rudego”
  - Zespół Szkół Samochodowych im. Stanisława Staszica
  - Zespół Szkół Zawodowych im. Zesłańców Sybiru
- Zespół Szkół Ekonomicznych
- Zespół Szkół Techniczno-Elektronicznych
- Technikum im. św. Józefa

### Szkoły wyższe

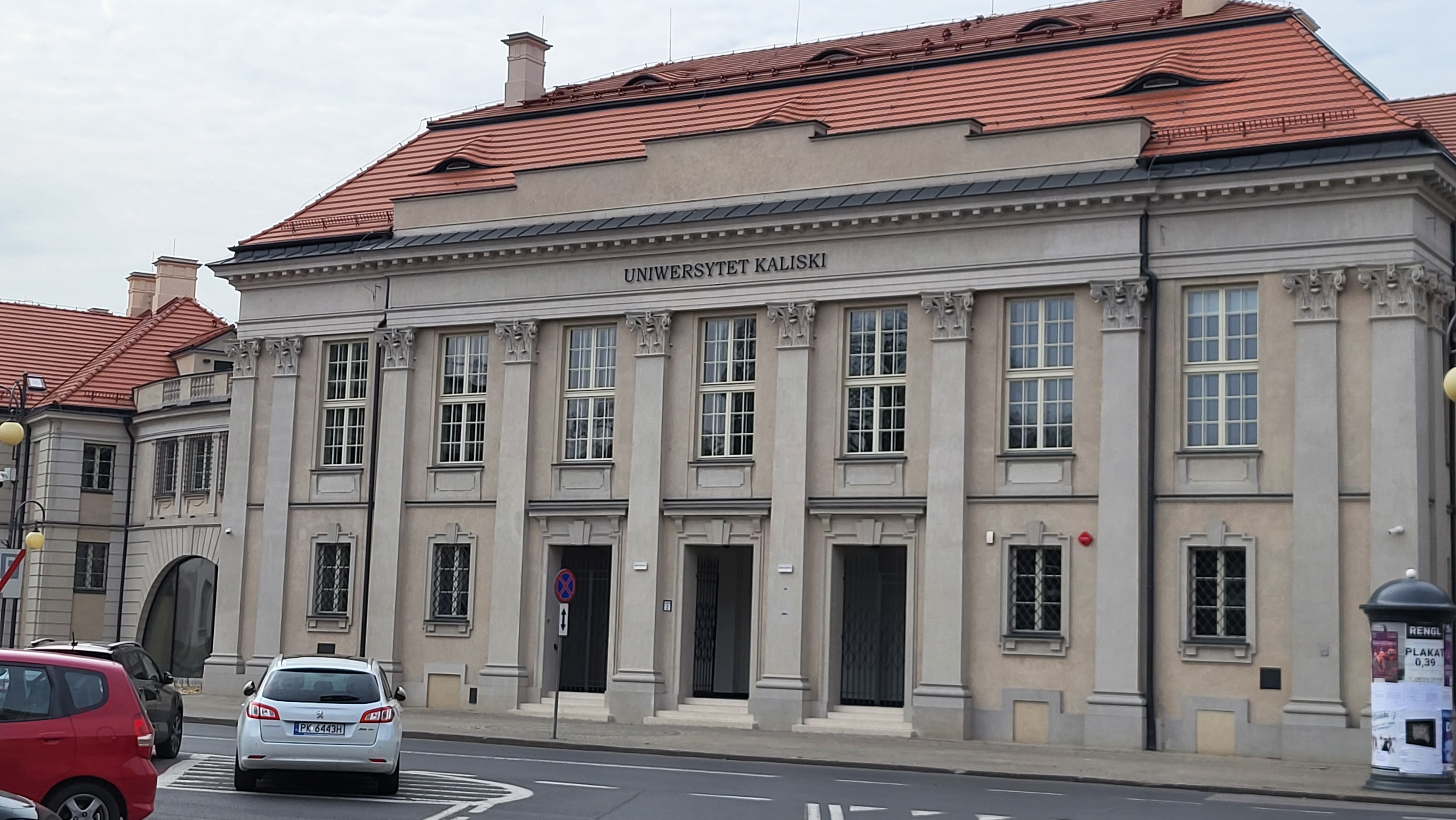
Siedziba rektoratu Uniwersytetu Kaliskiego

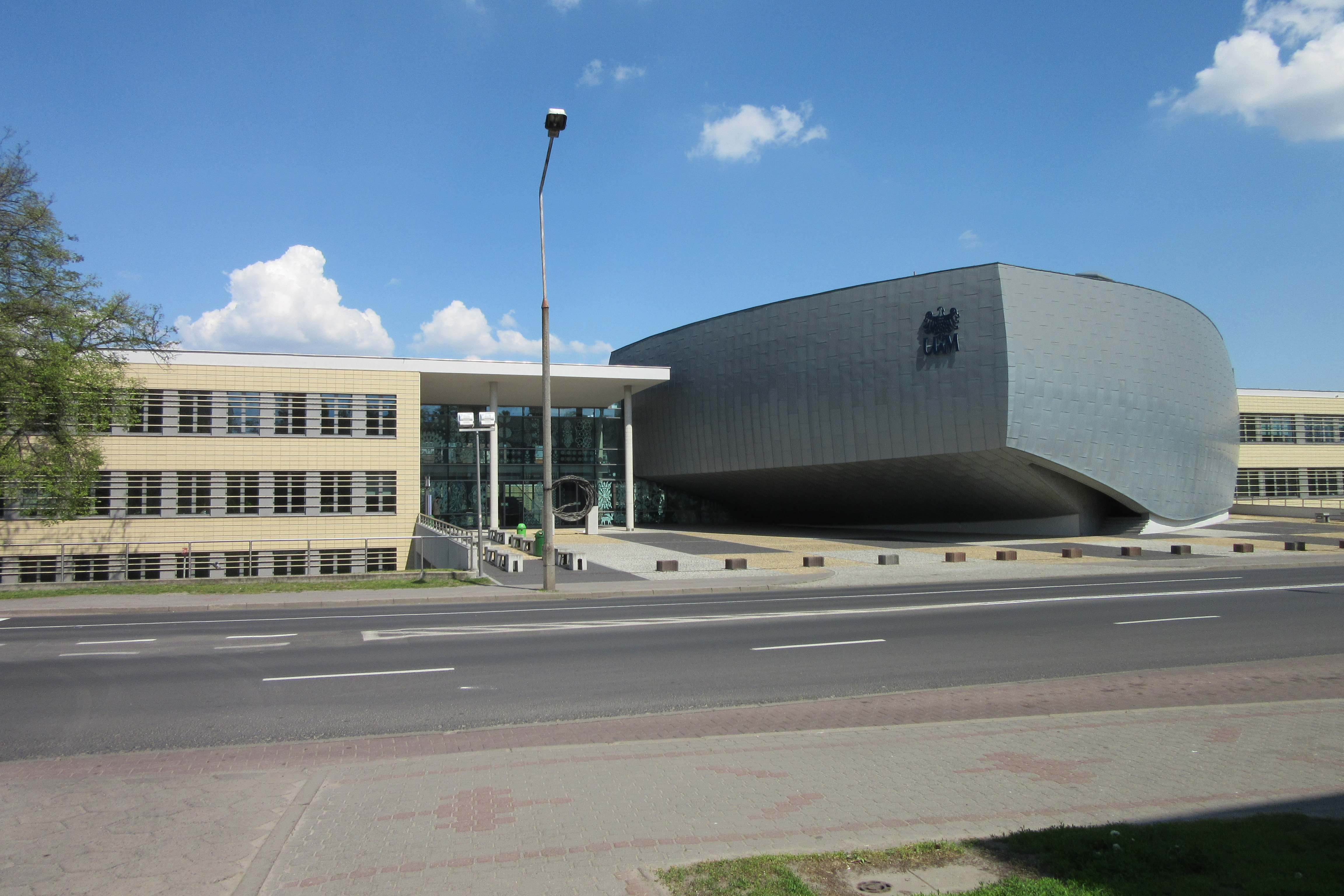
Wydział Pedagogiczno-Artystyczny w Kaliszu

- Uniwersytet Kaliski im. Prezydenta Stanisława Wojciechowskiego[95], w latach 1999–2020 Państwowa Wyższa Szkoła Zawodowa w Kaliszu[160], w latach 2020–2023 Akademia Kaliska[161]
- Wydział Pedagogiczno-Artystyczny Uniwersytetu im. Adama Mickiewicza w Poznaniu, od 2018 filia Uniwersytetu im. Adama Mickiewicza w Poznaniu, utworzony w 1960 jako Studium Nauczycielskie im. Marii Konopnickiej w Kaliszu[162]
- Akademia Wymiaru Sprawiedliwości w Warszawie, Kampus Mundurowy w Kaliszu, utworzony w 1955 jako Centrum Wyszkolenia Służby Więziennej[162], do 2019 działał jako Centralny Ośrodek Szkolenia Służby Więziennej w Kaliszu
- Wyższa Szkoła Finansów i Informatyki im. prof. Janusza Chechlińskiego w Łodzi, Wydział Ekonomii w Kaliszu

W latach 1583–1773 działało kolegium jezuitów w Kaliszu, jedno z największych w kraju, liczące kilkanaście katedr; zostało zamknięte po kasacie Towarzystwa Jezusowego (1773).
W latach 1960–1975 działało Studium Nauczycielskie im. Marii Konopnickiej w Kaliszu, zaś w latach 1990–2015 działało Nauczycielskie Kolegium Języków Obcych w Kaliszu.
W latach 1593–1621 w Kaliszu działało pierwsze seminarium duchowne archidiecezji gnieźnieńskiej, założone przez prymasa Stanisława Karnkowskiego; w 1621 zostało przeniesione do Gniezna. W latach 1993–2020 działało Wyższe Seminarium Duchowne Diecezji Kaliskiej; w 2020 Dykasteria ds. Duchowieństwa podjęła decyzję o „czasowym zamknięciu” seminarium w Kaliszu.

### Pozostałe szkoły
- Studium Animatorów Kultury w Kaliszu
- Centrum Kształcenia Zawodowego i Ustawicznego w Kaliszu
- Młodzieżowy Dom Kultury im. Władysława Broniewskiego
- Uniwersytet Trzeciego Wieku „Calisia” pod patronatem naukowym Uniwersytetu Kaliskiego – utworzony w 2006[166]

## Kultura

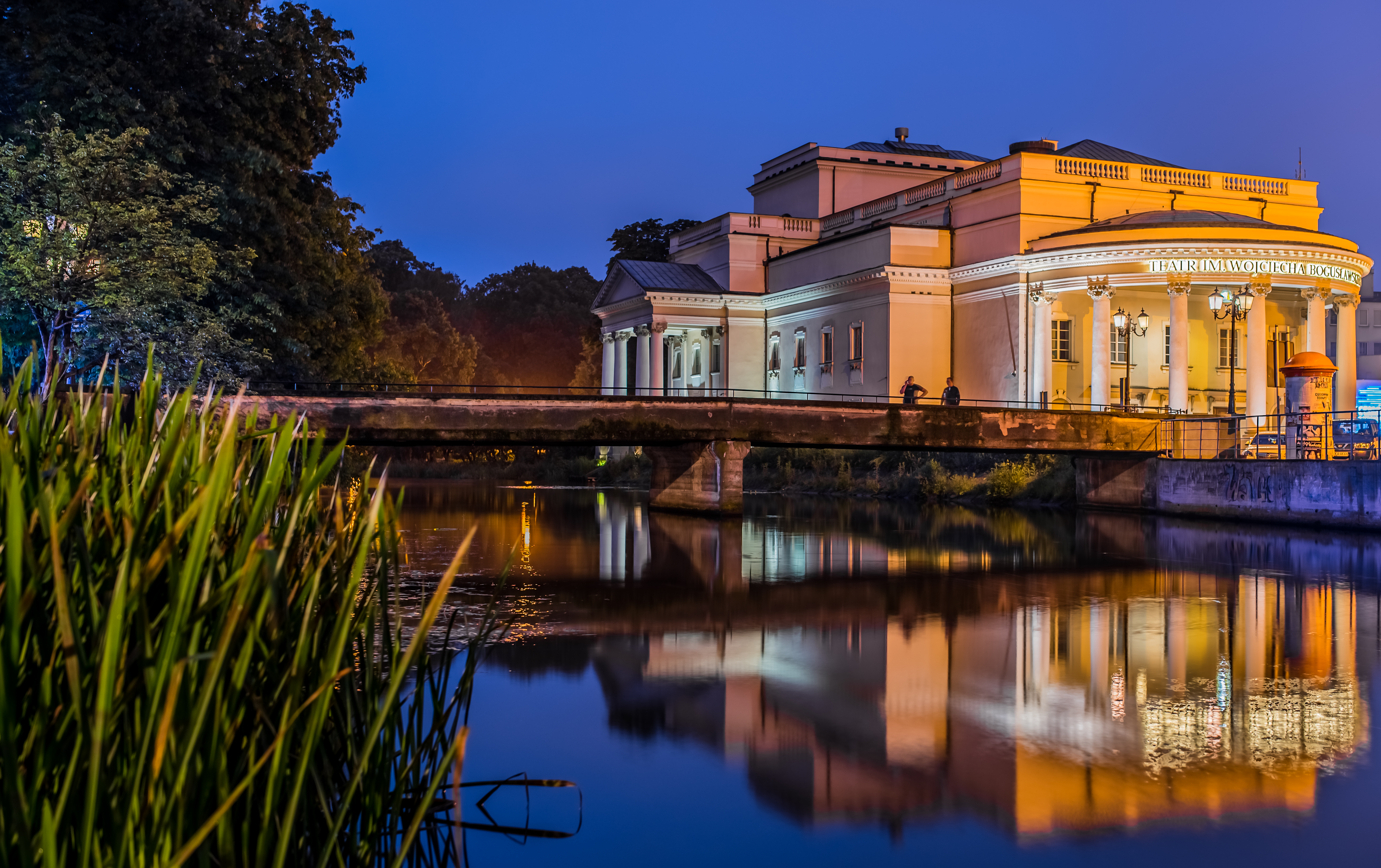
Teatr im. Wojciecha Bogusławskiego

Centrum Kultury i Sztuki przy ul. Łaziennej

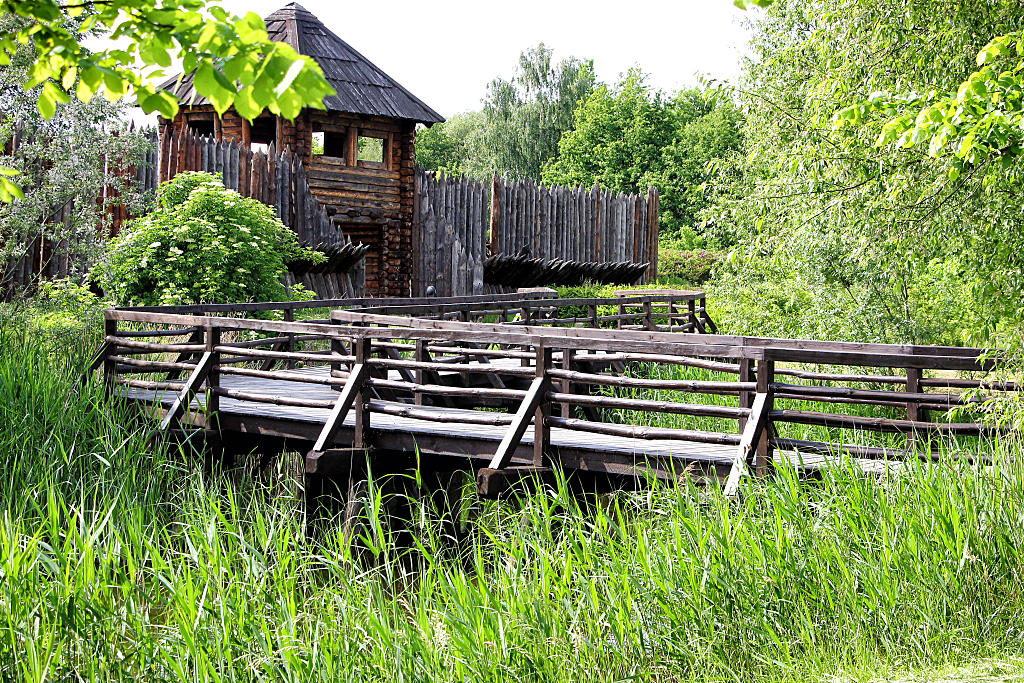
Rezerwat archeologiczny „Kaliski Gród Piastów”

Kalisz stanowi drugi po Poznaniu ośrodek kulturalny w województwie wielkopolskim. Znajdują się tutaj m.in. Filharmonia Kaliska, dwa teatry repertuarowe: Teatr im. Wojciecha Bogusławskiego i Niepubliczny Teatr Impresaryjny „Scena Tam2”, Centrum Kultury i Sztuki, Muzeum Okręgowe Ziemi Kaliskiej, Miejska Biblioteka Publiczna im. Adama Asnyka, Książnica Pedagogiczna im. Alfonsa Parczewskiego, Galeria Sztuki im. Jana Tarasina (w latach 1977–2010: Biuro Wystaw Artystycznych), Ośrodek Kultury Plastycznej „Wieża Ciśnień” im. Bogdana Jareckiego, Rezerwat Archeologiczny Zawodzie.
W mieście działają trzy kina: kino „Centrum” 3D w Centrum Kultury i Sztuki, 5-salowy multipleks Multikino (1271 miejsc) w Galerii Tęcza (do 2022 działał pod marką Cinema 3D) i 7-salowy multipleks Helios (1442 miejsca) w Galerii Amber.
W Kaliszu co roku odbywa się kilka festiwali, m.in. Kaliskie Spotkania Teatralne (od 1961), Międzynarodowy Festiwal Pianistów Jazzowych (od 1974), Ogólnopolski Festiwal Zespołów Muzyki Dawnej „Schola Cantorum” (od 1978), a także Międzynarodowy Festiwal „Chopin w barwach jesieni”, Festiwal Muzyczny „Gramy nad Prosną”, Multi Art Festiwal, Ogólnopolski Festiwal Poetycki im. Wandy Karczewskiej. Od 2015 organizowany jest ogólnopolski Konkurs Poetycki im. Rodziny Wiłkomirskich.
W 1950 w Kaliszu nakręcono film obyczajowy pt. Dwie brygady, charakterystyczny dla nurtu socrealizmu, zaś w 1967 film fabularny pt. Piękny był pogrzeb, ludzie płakali w reżyserii Zbigniewa Chmielewskiego.

### Muzea
- Muzeum Okręgowe Ziemi Kaliskiej w Kaliszu, założone w 1906, prowadzi m.in. oddział Centrum Rysunku i Grafiki im. Tadeusza Kulisiewicza, otwarty w 1994
- społeczne Muzeum Techniki i Uzbrojenia Wojskowego w Kaliszu, założone w 2011
- prywatne Muzeum im. G. J. Osiakowskich, otwarte w 2013

### Media
W 1939 w Kaliszu ukazywało się 11 tytułów prasowych, m.in. „Czyn i Słowo”, „Echo Kaliskie Ilustrowane” (z dodatkiem dla dzieci „Mały Kurjer”), „Express Kaliski”, „Gazeta Kaliska”, „Kaliszer Leben”, „Kaliszer Woch”, „Kurier Kaliski”, „Pokrzywy”, „Tabor”.
W latach 1977–1989 w Kaliszu wydawano miesięcznik społeczno-kulturalny „Południowa Wielkopolska”.
W Kaliszu działa oddział Polskiej Agencji Prasowej.
- Prasa:
  - „Ziemia Kaliska”, lokalny tygodnik wydawany od 1957
  - „Życie Kalisza”, lokalny tygodnik wydawany od 1990
  - „Gazeta Wyborcza”, redakcja serwisu w Kaliszu (od 2021)[170]
  - 7 Dni Kalisza
  - Opiekun
  - Głos Wielkopolski (oddział w Kaliszu)
  - Nasz Rynek (bezpłatna)
  - Express Kaliski (bezpłatna)
- Radio:
  - Radio Centrum (106,4 MHz)
  - Polskie Radio Radio Poznań O/Kalisz (91,1 MHz)
  - Diecezjalne Radio Rodzina (103,1 MHz)
  - Radio Eska Kalisz/Ostrów (101,1 MHz)
- Telewizja:
  - Multimedia Polska S.A., Ogólnopolskie Biuro w Kaliszu
  - UPC
  - Telewizja Kalisz
- Portale internetowe:
  - calisia.pl
  - ecentrum.pl
  - faktykaliskie.info
  - ikalisz.pl
  - kalisz.pl
  - kalisz.naszemiasto.pl
  - kalisz24.info.pl
  - rc.fm
  - wkaliszu.pl

## Sport i turystyka

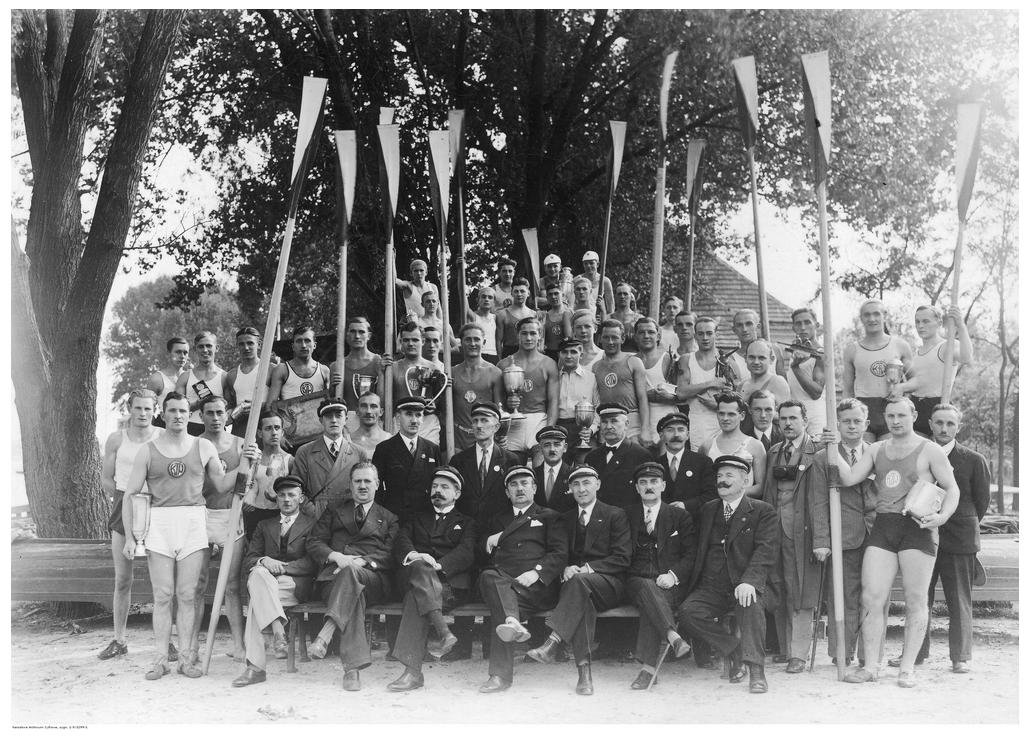
Kaliskie Towarzystwo Wioślarskie, zarząd i wioślarze (1934)

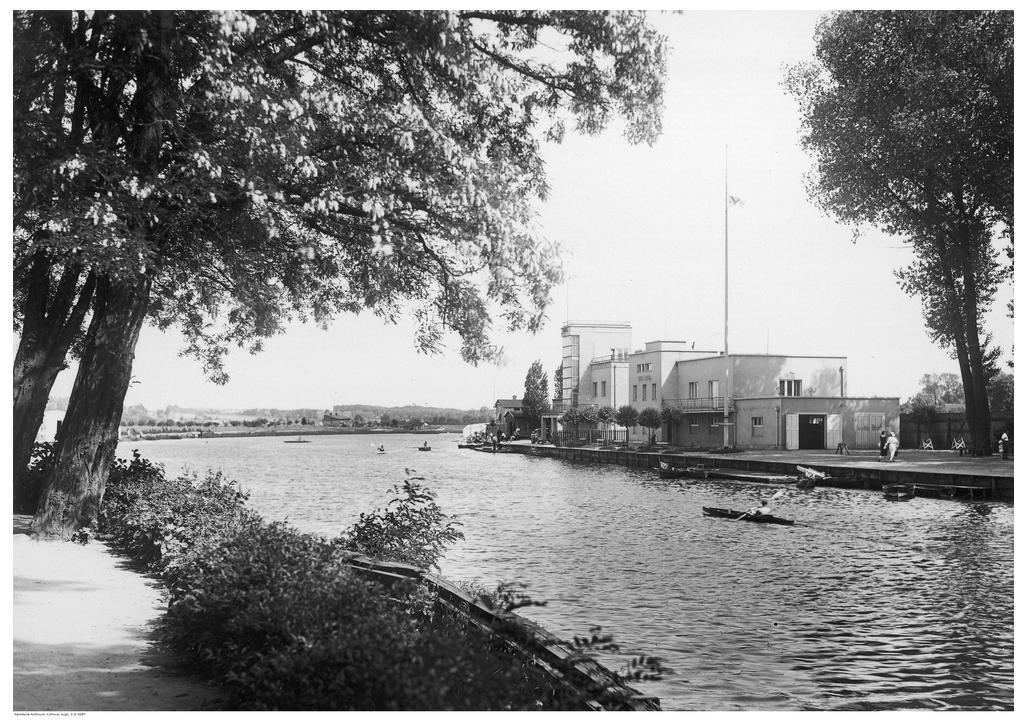
Przystanie wioślarskie Policyjnego Klubu Sportowego i Wojskowego Klubu Sportowego „Prosna” (1935)

Pierwsze towarzystwa sportowe powstawały w Kaliszu już pod koniec XIX wieku, w 1892 założono Kaliskie Towarzystwo Cyklistów, w 1894 Kaliskie Towarzystwo Wioślarskie. W latach 30. XX wieku Kalisz był jednym z najsilniejszych ośrodków wioślarskich w Polsce – działało w nim w tym czasie aż pięć klubów wioślarskich: Kaliskie Towarzystwo Wioślarskie (1894), Kaliskie Towarzystwo Wioślarek (1927), Klub Wioślarski z roku 1930, sekcja wioślarska Policyjnego Klubu Sportowego (1932) oraz Wojskowy Klub Wioślarski „Prosna”.
W Kaliszu swoją siedzibę miał Polski Związek Snookera i Bilarda Angielskiego.
W 2011 w hali Kalisz Arena rozegrano 18. mecz Gwiazd Polskiej Ligi Koszykówki. 16 maja 2015 w Kaliszu odbyły się Mistrzostwa Polski Federacji NAC w Kulturystyce i Fitness.
Od nazwy osiedla Szczypiorno pochodzi druga nazwa piłki ręcznej: szczypiorniak.

### Drużyny sportowe
| Dyscyplina           | Nazwa klubu                                                                                |
| -------------------- | ------------------------------------------------------------------------------------------ |
| Siatkówka            | MKS Kalisz, MUKS Amber Kalisz, MUKS Grom Kalisz, UKS Augustynki Kalisz, KPS Calisia Kalisz |
| Piłka nożna          | Calisia Kalisz, Prosna Kalisz, KKS 1925 Kalisz                                             |
| Kolarstwo            | Kaliskie Towarzystwo Kolarskie                                                             |
| Wioślarstwo          | Kaliskie Towarzystwo Wioślarskie                                                           |
| Kajakarstwo          | Kaliskie Towarzystwo Wioślarskie                                                           |
| Koszykówka           | AZS PWSZ Kalisz, KKS Drogbruk Kalisz, KT Kosz Kalisz                                       |
| Piłka ręczna         | MKS Kalisz                                                                                 |
| Lekkoatletyka        | MKS Calisia Kalisz, UKS 12 Kalisz                                                          |
| Pływanie             | UKS „Dziewiątka” OSRiR Kalisz, KKS 1925 Włókniarz Kalisz                                   |
| Tenis                | KKS 1925 Kalisz, Kaliskie Towarzystwo Tenisowe                                             |
| Strzelectwo sportowe | KSS LOK Bursztyn, Stowarzyszenie Strzeleckie „Bellona”                                     |
| Boks                 | Prosna Kalisz                                                                              |
| Sporty walki         | Arkadia Kalisz, MMA Tornado Kalisz                                                         |
| Rugby                | Husaria Kalisz                                                                             |

### Obiekty sportowe

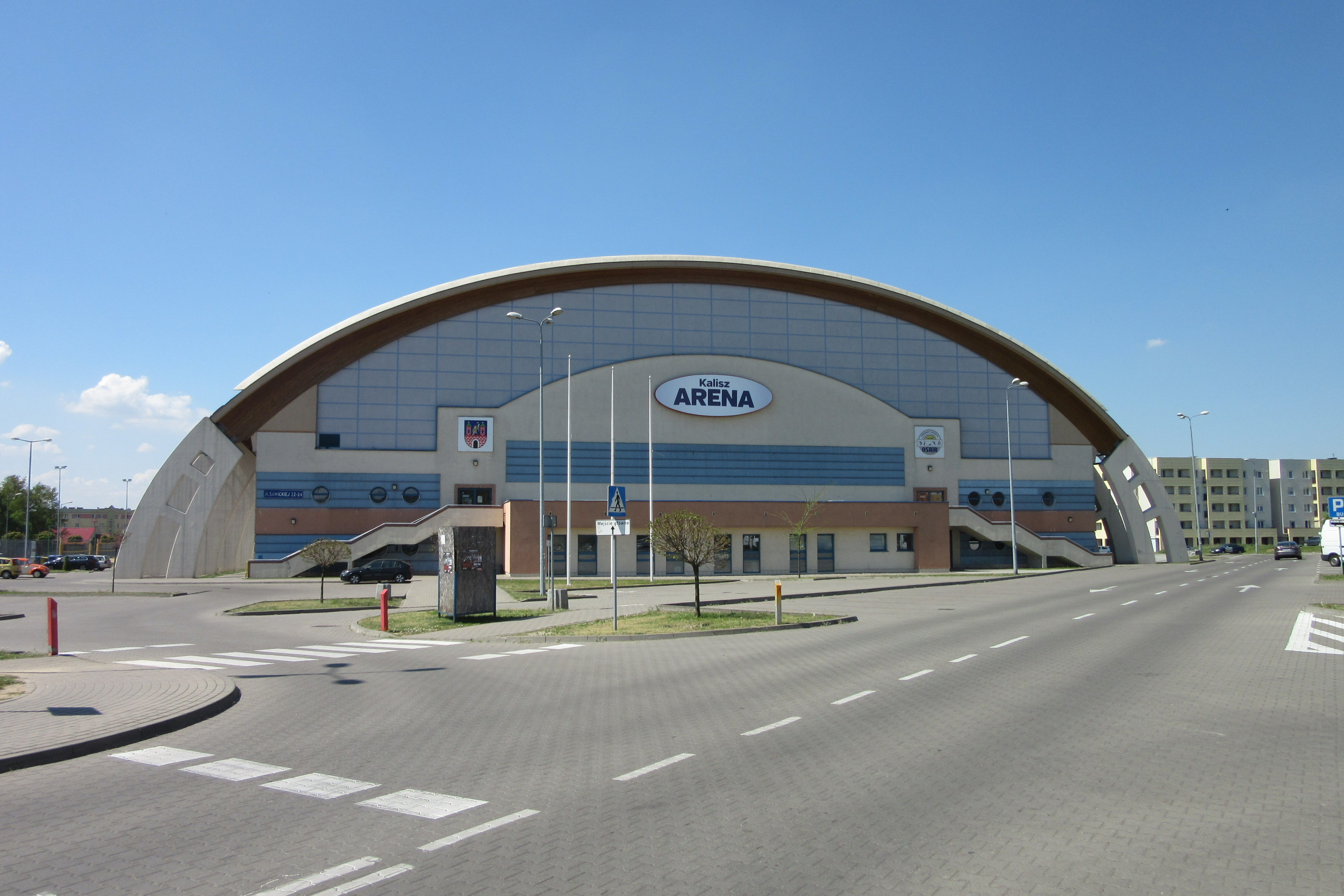
Hala widowiskowo-sportowa Arena Kalisz

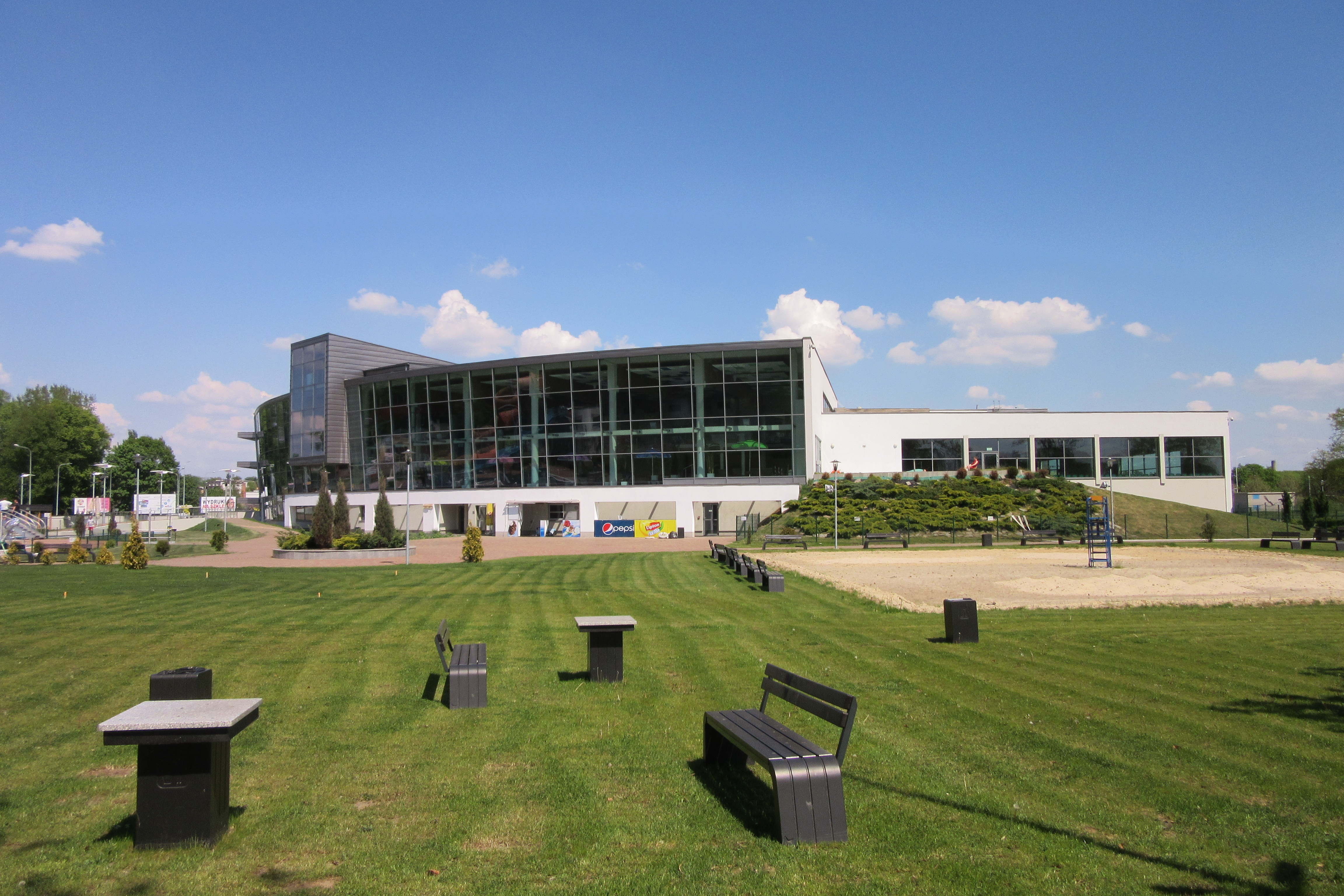
Park wodny

W 1898 w Parku Miejskim zbudowano pierwszą przystań wioślarską; kolejną przystań wioślarską zbudowano w 1913 na Łęgu Rypinkowskim. W 1927 w Parku Sportowym otwarto Stadion Miejski, na którym zbudowano pierwszy w Polsce betonowy tor kolarski.
Ważniejsze obiekty sportowe w Kaliszu
| Obiekt                                  | Adres                  | Przeznaczenie                      | Liczba miejsc siedzących |
| --------------------------------------- | ---------------------- | ---------------------------------- | ------------------------ |
| Arena Kalisz                            | ul. Wyszyńskiego 22–24 | wielofunkcyjna                     | 3164                     |
| Stadion Miejski                         | ul. Łódzka 19–29       | piłka nożna, lekkoatletyka         | 8166                     |
| Stadion Sportowy                        | ul. Wał Matejki 2–4    | piłka nożna, kolarstwo torowe      | 500                      |
| Hala sportowo-widowiskowa OSRiR         | ul. Łódzka 19–29       | wielofunkcyjna                     | 720+300                  |
| Hala lekkoatletyczna OSRiR              | ul. Łódzka 19–29       | wielofunkcyjna                     | 600                      |
| Majkowskie Wembley                      | ul. Tuwima 2           | piłka nożna, rugby                 | 232                      |
| Hala w kampusie Uniwersytetu Kaliskiego | ul. Poznańska 201–205  | wielofunkcyjna                     | 200                      |
| Korty tenisowe KTT                      | ul. Łódzka 19–29       | tenis                              | 80                       |
| Park wodny                              | ul. Sportowa 10        | pływanie                           | –                        |
| Lodowisko-rolkowisko                    | ul. Wyszyńskiego 22–24 | jazda na łyżwach, jazda na rolkach | –                        |
| Golf Park Jantar                        | ul. Wiankowa 63–67     | golf                               | –                        |

### Turystyka
Przez miasto przechodzi Bursztynowy Szlak Rowerowy o długości 200 km biegnący z Sycowa do wsi Przewóz w pobliżu jeziora Gopło oraz odcinek południowy Transwielkopolskiej Trasy Rowerowej znad Jeziora Maltańskiego do Siemianic na południowym krańcu województwa wielkopolskiego. W Kaliszu mieści się oddział Polskiego Towarzystwa Turystyczno-Krajoznawczego im. Stanisława Graevego.
W Kaliszu znajduje się 9 obiektów noclegowych, w tym 6 hoteli; w 2024 miasto odwiedziło 28 044 turystów, w tym 3410 turystów zagranicznych.

## Religia
Kalisz jest siedzibą kurii katolickiej diecezji kaliskiej (1992). Miasto obejmują dwa dekanaty: Kalisz I i Kalisz II.
W latach 1818–1925 Kalisz był stolicą diecezji kujawsko-kaliskiej; ingres pierwszego biskupa kaliskiego Andrzeja Wołłowicza do kościoła św. Mikołaja Biskupa w Kaliszu odbył się 4 lipca 1819. Diecezja kujawsko-kaliska obejmowała obszar województwa kaliskiego i obwód kujawski województwa mazowieckiego i była największą diecezją Królestwa Polskiego.
Pierwsze seminarium duchowne w Kaliszu (dla archidiecezji gnieźnieńskiej) założono w 1583 z fundacji prymasa Stanisława Karnkowskiego; w 1621 zostało przeniesione do Gniezna. W 1993 założono Wyższe Seminarium Duchowne.
Bazylika kolegiacka Wniebowzięcia Najświętszej Maryi Panny w Kaliszu jest narodowym sanktuarium św. Józefa z Nazaretu. Znajduje się tam obraz Świętej Rodziny, przed którym w 1997 modlił się Jan Paweł II. Co roku świątynię odwiedza około 500 tysięcy pielgrzymów.
Liczba pielgrzymów odwiedzających Kalisz w ciągu roku stawia miasto na wysokiej pozycji miast pielgrzymkowych zaraz za Częstochową, Licheniem czy Krakowem.
W Kaliszu znajduje się 19 kościołów katolickich i 1 cerkiew prawosławna (parafii Świętych Apostołów Piotra i Pawła). Od 1988 w mieście istnieje klasztor Ubogich Sióstr Świętej Klary. Na terenie Kalisza działa ponadto parafia greckokatolicka św. Mikołaja, która prowadzi swoje nabożeństwa w katedrze rzymskokatolickiej św. Mikołaja
Działalność prowadzi tu szereg kościołów protestanckich: Kościół Słowo Życia, Chrześcijańska Wspólnota Braterska (zbór w Kaliszu), Ewangeliczny Kościół Metodystyczny (parafia w Kaliszu), Kościół Adwentystów Dnia Siódmego (zbór w Kaliszu), Kościół Boży w Chrystusie (zbór w Kaliszu), Kościół Chrześcijan Baptystów (zbór w Kaliszu), Kościół Chwały (Kościół Chwały w Kaliszu), Kościół Ewangelicko-Augsburski (parafia w Kaliszu) i Kościół Zielonoświątkowy (zbór w Kaliszu).
Na terenie miasta położone są dwie Sale Królestwa Świadków Jehowy, które użytkuje 5 zborów tego wyznania. Znajduje się tu także Buddyjski Ośrodek Medytacyjny.

## Ludzie związani z Kaliszem

### Honorowi obywatele Kalisza
Do końca 2023 tytuł Honorowego Obywatela Miasta Kalisza otrzymało przeszło 40 osób:

- Stanisław Wojciechowski (1923)
- Józef Piłsudski (1927)
- Maria Dąbrowska (1960)
- Tadeusz Kulisiewicz (1960)
- Józef Garliński (1994)
- Jan Nowacki (1995)
- Jan Winczakiewicz (1995)
- Stefan Soboniewski (1996)
- Jan Paweł II (1997)
- Henryk Jedwab (1999)
- Jan Ptaszyn Wróblewski (1999)
- Krzysztof Grzymski (2000)
- Lucjan Andrzejczak (2001, pośmiertnie)
- Stefan Dzierżek (2003)
- Christopher Hill (2003)
- Szewach Weiss (2003)
- Stanisław Napierała (2004)
- Stanisław Iwankiewicz (2005)
- Władysław Kościelniak (2006)
- Wanda Wiłkomirska (2006)
- Bogusław Śliwa (2007, pośmiertnie)
- Izabella Cywińska (2008)
- Jerzy Rubiński (2008, pośmiertnie)
- Czesław Glinkowski (2009, pośmiertnie)
- Antoni Pietkiewicz (2009)
- Iwona Dąbrowska (2010, pośmiertnie)
- Krzysztof Dąbrowski (2010, pośmiertnie)
- Edward Wende (2010, pośmiertnie)
- Tadeusz Pisarski (2011, pośmiertnie)
- Kazimierz Kościelny (2013, pośmiertnie)
- Bronisław Komorowski (2014)
- Włodek Pawlik (2014)
- Zdzisław Musielak (2015)
- Józef Wiłkomirski (2015)
- Ewa Iżykowska-Lipińska (2016)
- Ignacy Bujnicki (2017, pośmiertnie)
- Henryk Grochowski (2017, pośmiertnie)
- Tadeusz Krokos (2018)
- Janina Piotrowska (2018)
- Gustaw Arnold Fibiger III (2020, pośmiertnie)
- Theodor Meron (2021)
- Jerzy Aleksander Splitt (2022, pośmiertnie)
- Marta Walczykiewicz (2022)
- Andrzej Wojtyła (2023)
- Józef Sieradzan (2025, pośmiertnie)
- Janusz Stilter (2025, pośmiertnie)